# A Liverpool FC 2015–2016-os szezonja
Ez a szócikk a Liverpool FC 2015–2016-os szezonjáról szól, mely a 124. a csapat fennállása óta, sorozatban 53. az angol első osztályban. A szezon 2015. július 14-én kezdődött Bangkokban.
A Premier League 38 fordulója során a csapat 60 pontot szerzett (16 győzelem, 12 döntetlen és 10 vereség), gólkülönbségük +13 (63–50). Ezzel a Liverpool FC a 8. helyen végzett a 7. West Ham United FC mögött 2 ponttal, és 9 ponttal megelőzve a 9. Stoke City FC-t.
Az FA-kupában 2016. január 8-án játszottak először – a torna harmadik rendes fordulójában – a negyedosztályú Exeter City FC ellen. A mérkőzés 2–2 lett, ezért a kupa szabályainak megfelelően újrajátszás lett, ahol a Liverpool 3–0-ra nyert. A negyedik körben az első osztályú West Ham United FC volt az ellenfél, akikkel 0–0-t játszottak, majd az újrajátszáson hosszabbítást követően 1–2-vel kiesett a Liverpool.
A Ligakupában 2015 szeptemberében, a harmadik körben kezdtek a negyedosztályú Carlisle United FC ellen. A rendes játékidőben 1–1 volt az állás, a hosszabbításban nem született gól, majd a tizenegyespárbajt 3–2-re "a Vörösök" nyerték. A negyedik körben az első osztályban újonc AFC Bournemouth ellen nyertek 1–0-ra, az ötödik fordulóban pedig a Southampton FC ellen 6–1-re. A kétmérkőzéses elődöntőben a Stoke City FC volt az ellenfél, és két 0–1 és hosszabbítás után tizenegyespárbajban (6–5) jutott a döntőbe a Liverpool. A február 28-ai fináléban a Manchester City FC ellen játszottak a Wembley Stadionban. A győztes a Manchester City lett, miután 1–1-es eredmény és hosszabbítás után tizenegyespárbaj (1–3) döntött a javukra.
A csapat az előző, 2014–15-ös szezonban a 7. helyen végzett a bajnokságban, és végül az Arsenal FC FA-kupa győzelme miatt az Európa-liga csoportkörébe kerültek. A B jelű csoportban az orosz FK Rubin Kazany, a francia FC Girondins de Bordeaux és a svájci FC Sion ellen mérkőztek meg oda-visszavágós rendszerben szeptember 17-étől december 10-éig. A 6 mérkőzésből 2-t megnyertek, 4 pedig döntetlen lett, és csoportelsőként jutottak az egyenes kieséses szakaszba. A legjobb 16 közé jutásért a német FC Augsburg ellen küzdöttek meg (0–0, majd 1–0), ahol az angol első osztályú rivális, a Manchester United FC volt az ellenfél. Az első, hazai mérkőzést a Liverpool nyerte 2–0-ra, majd idegenben 1–1 lett. A negyeddöntőben a vezetőedző Jürgen Klopp előző csapatával, a német Borussia Dortmunddal sorsolták össze a Liverpoolt. Az első, 1–1-re végződő németországi mérkőzést után a csapat izgalmas találkozón 4–3-ra nyert, s ezzel bejutott a sorozat elődöntőjébe. Ott a spanyol Villarreal CF-tól vereséget szenvedtek (1–0), majd a visszavágón nyertek (3–0). A május 18-ai döntőben a címvédő Sevilla FC-bal küzdöttek meg és végül 1–3-as vereséget szenvedtek.

## Mezek
| Hazai mez | Első kapusmez |

| Idegenbeli mez | Második kapusmez |

| Harmadik mez | Harmadik kapusmez |

## Játékosok

### Felnőtt keret
A feltüntetett játékosok szerepeltek a keretben a szezon első (2015.08.09.) és utolsó (2016.05.15.) tétmérkőzése között. A dőlt betűvel jelölt játékosokat nevezték tétmérkőzésre, a félkövérrel jelöltek pedig pályára is léptek ilyen találkozókon.
| No. |                  | Poszt | Játékos                                        |
| --- | ---------------- | ----- | ---------------------------------------------- |
| 2   | Anglia           | V     | Nathaniel Clyne                                |
| 3   | Spanyolország    | V     | José Enrique                                   |
| 4   | Elefántcsontpart | V     | Kolo Touré                                     |
| 6   | Horvátország     | V     | Dejan Lovren                                   |
| 7   | Anglia           | KP    | James Milner                                   |
| 9   | Belgium          | CS    | Christian Benteke                              |
| 10  | Brazília         | KP    | Philippe Coutinho                              |
| 11  | Brazília         | KP    | Roberto Firmino                                |
| 12  | Anglia           | V     | Joe Gomez                                      |
| 14  | Anglia           | KP    | Jordan Henderson (csapatkapitány)              |
| 15  | Anglia           | CS    | Daniel Sturridge                               |
| 17  | Franciaország    | V     | Mamadou Sakho                                  |
| 18  | Spanyolország    | V     | Alberto Moreno                                 |
| 19  | Anglia           | V     | Steven Caulker (kölcsönben a QPR-től)          |
| 20  | Anglia           | KP    | Adam Lallana                                   |
| 21  | Brazília         | KP    | Lucas Leiva                                    |
| 22  | Belgium          | K     | Simon Mignolet                                 |
| 23  | Németország      | KP    | Emre Can                                       |
| 24  | Wales            | KP    | Joe Allen                                      |
| 26  | Portugália       | V     | Tiago Ilori (2015.09.01-ig) (2016.01.08-tól)   |
| 27  | Belgium          | CS    | Divock Origi                                   |
| 28  | Anglia           | CS    | Danny Ings                                     |
| 29  | Olaszország      | CS    | Fabio Borini (2015.08.31-ig)                   |
| 32  | Anglia           | KP    | Cameron Brannagan                              |
| 33  | Anglia           | KP    | Jordon Ibe                                     |
| 34  | Magyarország     | K     | Bogdán Ádám                                    |
| 35  | Anglia           | V     | Kevin Stewart (2015.07.10-ig) (2016.01.08-tól) |

| No. |                | Poszt | Játékos                                       |
| --- | -------------- | ----- | --------------------------------------------- |
| 36  | Németország    | CS    | Samed Yeşil (2015.08.31-ig)                   |
| 37  | Szlovákia      | V     | Martin Škrtel                                 |
| 38  | Anglia         | V     | Jon Flanagan                                  |
| 39  | Anglia         | K     | Ryan Fulton                                   |
| 40  | Anglia         | KP    | Ryan Kent                                     |
| 41  | Anglia         | KP    | Jack Dunn                                     |
| 43  | Észak-Írország | V     | Ryan McLaughlin (2015.08.29-ig)               |
| 44  | Anglia         | V     | Brad Smith                                    |
| 45  | Olaszország    | CS    | Mario Balotelli (2015.08.27-ig)               |
| 46  | Anglia         | KP    | Jordan Rossiter                               |
| 47  | Anglia         | V     | Andre Wisdom (2015.07.29-ig)                  |
| 48  | Anglia         | CS    | Jerome Sinclair                               |
| 49  | Wales          | KP    | Jordan Williams (2015.07.10-ig)               |
| 50  | Szerbia        | KP    | Lazar Marković (2015.08.30-ig)                |
| 51  | Wales          | V     | Lloyd Jones (2015.07.10-ig)                   |
| 52  | Wales          | K     | Danny Ward (2015.06.26-ig) (2016.01.11-től)   |
| 53  | Portugália     | KP    | João Carlos Teixeira                          |
| 54  | Anglia         | KP    | Sheyi Ojo (2015.08.03-ig) (2016.01.07-től)    |
| 56  | Anglia         | KP    | Connor Randall                                |
| 57  | Anglia         | V     | Joe Maguire                                   |
| 58  | Írország       | V     | Daniel Cleary                                 |
| 68  | Spanyolország  | KP    | Pedro Chirivella                              |
| 87  | Írország       | V     | Conor Masterson                               |
| —   | Brazília       | KP    | Allan Rodrigues de Souza (2015.09.02-től/-ig) |
| —   | Nigéria        | CS    | Taiwo Awoniyi (2015.08.31-től/-ig)            |
| —   | Szerbia        | KP    | Marko Grujić (2016.01.06-tól/-ig)             |

#### Kölcsönbe adott játékosok
| No. |                | Poszt | Játékos |
| --- | -------------- | ----- | --- |
| 26  | Portugália     | V     | Tiago Ilori (az Aston Villánál 2015.09.01-től 2016.01.08-ig)                                                             |
| 35  | Anglia         | V     | Kevin Stewart (a Swindon Townnál 2015.07.10-től 2016.01.08-ig)                                                           |
| 36  | Németország    | CS    | Samed Yeşil (a Luzernnél 2015.08.31-től a szezon végéig)                                                                 |
| 43  | Észak-Írország | V     | Ryan McLaughlin (az Aberdeennél 2015.08.29-től 2015.12.31-ig)                                                            |
| 45  | Olaszország    | CS    | Mario Balotelli (a Milannál 2015.08.27-től a szezon végéig)                                                              |
| 47  | Anglia         | V     | Andre Wisdom (a Norwich Citynél 2015.07.29-től a szezon végéig)                                                          |
| 49  | Wales          | KP    | Jordan Williams (a Swindon Townnál 2015.07.10-től a szezon végéig)                                                       |
| 50  | Szerbia        | KP    | Lazar Marković (a Fenerbahçénál 2015.08.30-tól a szezon végéig)                                                          |
| 51  | Wales          | V     | Lloyd Jones (a Blackpoolnál 2015.07.10-től)                                                                              |
| 52  | Wales          | K     | Danny Ward (az Aberdeennél 2015.06.26-tól 2016.01.11-ig)                                                                 |
| 54  | Anglia         | KP    | Sheyi Ojo (a Wolverhampton Wanderersnél 2015.08.03-tól 2016.01.07-ig)                                                    |
| —   | Spanyolország  | KP    | Luis Alberto (a Deportivo de La Coruñanál 2015.07.-től a szezon végéig)                                                  |
| —   | Brazília       | KP    | Allan Rodrigues de Souza (a Seinäjoennél 2015.09.02-től 2016.01-ig) (a Sint-Truidensénél 2015.01.18-tól a szezon végéig) |
| —   | Nigéria        | CS    | Taiwo Awoniyi (a Frankfurtnál 2015.08.31-től)                                                                            |
| —   | Szerbia        | KP    | Marko Grujić (a Crvena zvezdánál 2016.01.06-tól)                                                                         |

### Átigazolások
A játékosok feltüntetett életkora az átigazolás napján érvényes életkor.

#### Távozók
| Dátum       | Játékos          | Nemz.    | Kor | Poszt              | Hova                    | Összeg        |
| ----------- | ---------------- | -------- | --- | ------------------ | ----------------------- | ------------- |
| 2015.07.01. | Steven Gerrard   | angol    | 35  | középpályás        | Los Angeles Galaxy      | ingyen        |
| 2015.07.01. | Sebastián Coates | uruguayi | 24  | középhátvéd        | Sunderland AFC          | £ 4 000       |
| 2015.07.14. | Raheem Sterling  | angol    | 20  | szélső középpályás | Manchester City FC      | £ 44 000 000+ |
| 2015.07.31. | Rickie Lambert   | angol    | 33  | csatár             | West Bromwich Albion FC | £ 3 000       |
| 2015.08.31. | Fabio Borini     | olasz    | 24  | csatár             | Sunderland AFC          | £ 8 000 000+  |

Távozó játékosok után kapott összeg: kb. £ 56 000 000+ 

#### Érkezők
| Dátum       | Játékos                  | Nemz.    | Kor | Poszt              | Honnan               | Összeg        |
| ----------- | ------------------------ | -------- | --- | ------------------ | -------------------- | ------------- |
| 2015.06.20. | Joe Gomez                | angol    | 18  | szélső hátvéd      | Charlton Athletic FC | £ 3 500 000+  |
| 2015.07.01. | Bogdán Ádám              | magyar   | 27  | kapus              | Bolton Wanderers FC  | ingyen        |
| 2015.07.01. | Danny Ings               | angol    | 22  | támadó             | Burnley FC           | ingyen        |
| 2015.07.01. | James Milner             | angol    | 29  | szélső középpályás | Manchester City FC   | ingyen        |
| 2015.07.01. | Nathaniel Clyne          | angol    | 24  | szélső hátvéd      | Southampton FC       | £ 12 500 000  |
| 2015.07.06. | Roberto Firmino          | brazil   | 23  | szélső támadó      | TSG 1899 Hoffenheim  | £ 21 000 000+ |
| 2015.07.21. | Christian Benteke        | belga    | 24  | csatár             | Aston Villa FC       | £ 32 500 000  |
| 2015.08.31. | Taiwo Awoniyi            | nigériai | 18  | csatár             | Imperial Academy     |               |
| 2015.09.02. | Allan Rodrigues de Souza | brazil   | 18  | középpályás        | SC Internacional     |               |
| 2016.01.06. | Marko Grujić             | szerb    | 19  | középpályás        | FK Crvena zvezda     |               |

Érkező játékosok után fizetett összeg: £ 69 500 000+ 
Összes átigazolás utáni mérleg: kb. £ 10 500 000 

## Mérkőzések
Győzelem
      Döntetlen
      Vereség

### Barátságos találkozók
Jól szerepelt a csapat a felkészülési mérkőzéseken, hiszen a lejátszott hat mérkőzésből ötöt megnyert és egy döntetlent ért el. Gólaránya 13–3, azaz +10 lett.
| 2015. július 14. 20:00 (TST, UTC+7) |

| Thaiföld Premier League All-Stars | 0 – 4   | Liverpool                                   |
| --------------------------------- | ------- | ------------------------------------------- |
|                                   | (0 – 2) | Marković 3' Sakho 42' Lallana 52' Origi 86' |

| Racsamangala Stadion, Bangkok (Thaiföld) |

| 2015. július 17. 19:45 (AEST, UTC+10) |

| Brisbane Roar | 1 – 2   | Liverpool              |
| ------------- | ------- | ---------------------- |
| Petratos 17'  | (1 – 1) | Lallana 28' Milner 75' |

| Suncorp Stadion, Brisbane (Ausztrália) |

| 2015. július 20. 19:45 (ACDT, UTC+10:30) |

| Adelaide United | 0 – 2               | Liverpool           |
| --------------- | ------------------- | ------------------- |
|                 | (0 – 0) Jegyzőkönyv | Milner 67' Ings 88' |

| Adelaide Oval, Adelaide (Ausztrália) Nézőszám: 53 008 Játékvezető: Armando Villareal (amerikai) |

| 2015. július 24. 20:45 (MST, UTC+8) |

| Malajzia XI | 1 – 1               | Liverpool |
| ----------- | ------------------- | --------- |
| Wleh 13'    | (1 – 1) Jegyzőkönyv | Ibe 28'   |

| Bukit Jalil National Stadion, Kuala Lumpur (Malajzia) Játékvezető: Nagor Amir bin Noor Mohamed (maláj) |

| 2015. augusztus 1. 19:30 (EEST, UTC+2) |

| Helsinki | 0 – 2               | Liverpool              |
| -------- | ------------------- | ---------------------- |
|          | (0 – 0) Jegyzőkönyv | Origi 73' Coutinho 79' |

| Sonera Stadion, Helsinki (Finnország) Játékvezető: Dennis Antamo (finn) |

| 2015. augusztus 2. 16:00 (BST, UTC+1) |

| Swindon Town | 1 – 2               | Liverpool           |
| ------------ | ------------------- | ------------------- |
| Obika 63'    | (0 – 0) Jegyzőkönyv | Benteke 48' Ojo 87' |

| County Ground, Swindon (Anglia) Nézőszám: 14 591 |

| 2015. július 14. 20:00 (TST, UTC+7) |

| Thaiföld Premier League All-Stars | 0 – 4   | Liverpool                                   |
| --------------------------------- | ------- | ------------------------------------------- |
|                                   | (0 – 2) | Marković 3' Sakho 42' Lallana 52' Origi 86' |

| Racsamangala Stadion, Bangkok (Thaiföld) |

| 2015. július 17. 19:45 (AEST, UTC+10) |

| Brisbane Roar | 1 – 2   | Liverpool              |
| ------------- | ------- | ---------------------- |
| Petratos 17'  | (1 – 1) | Lallana 28' Milner 75' |

| Suncorp Stadion, Brisbane (Ausztrália) |

| 2015. július 20. 19:45 (ACDT, UTC+10:30) |

| Adelaide United | 0 – 2               | Liverpool           |
| --------------- | ------------------- | ------------------- |
|                 | (0 – 0) Jegyzőkönyv | Milner 67' Ings 88' |

| Adelaide Oval, Adelaide (Ausztrália) Nézőszám: 53 008 Játékvezető: Armando Villareal (amerikai) |

| 2015. július 24. 20:45 (MST, UTC+8) |

| Malajzia XI | 1 – 1               | Liverpool |
| ----------- | ------------------- | --------- |
| Wleh 13'    | (1 – 1) Jegyzőkönyv | Ibe 28'   |

| Bukit Jalil National Stadion, Kuala Lumpur (Malajzia) Játékvezető: Nagor Amir bin Noor Mohamed (maláj) |

| 2015. augusztus 1. 19:30 (EEST, UTC+2) |

| Helsinki | 0 – 2               | Liverpool              |
| -------- | ------------------- | ---------------------- |
|          | (0 – 0) Jegyzőkönyv | Origi 73' Coutinho 79' |

| Sonera Stadion, Helsinki (Finnország) Játékvezető: Dennis Antamo (finn) |

| 2015. augusztus 2. 16:00 (BST, UTC+1) |

| Swindon Town | 1 – 2               | Liverpool           |
| ------------ | ------------------- | ------------------- |
| Obika 63'    | (0 – 0) Jegyzőkönyv | Benteke 48' Ojo 87' |

| County Ground, Swindon (Anglia) Nézőszám: 14 591 |

### Premier League
| 1. forduló 2015. augusztus 9. 17:00 |

| Stoke City | 0 – 1               | Liverpool    |
| ---------- | ------------------- | ------------ |
|            | (0 – 0) Jegyzőkönyv | Coutinho 86' |

| Britannia Stadion, Stoke-on-Trent Nézőszám: 27 654 Játékvezető: Anthony Taylor (angol) Asszisztensek: Gary Beswick és Darren Cann |

| 2. forduló 2015. augusztus 17. 21:00 |

| Liverpool   | 1 – 0               | Bournemouth |
| ----------- | ------------------- | ----------- |
| Benteke 26' | (1 – 0) Jegyzőkönyv |             |

| Anfield, Liverpool Nézőszám: 44 102 Játékvezető: Craig Pawson (angol) Asszisztensek: Harry Lennard és Andy Garratt |

| 3. forduló 2015. augusztus 24. 21:00 |

| Arsenal | 0 – 0               | Liverpool |
| ------- | ------------------- | --------- |
|         | (0 – 0) Jegyzőkönyv |           |

| Emirates Stadion, London Nézőszám: 60 080 Játékvezető: Michael Oliver (angol) Asszisztensek: Steve Bennett és John Brooks |

| 4. forduló 2015. augusztus 29. 16:00 |

| Liverpool           | 0 – 3               | West Ham United                           |
| ------------------- | ------------------- | ----------------------------------------- |
| Coutinho 45+4′, 52′ | (0 – 2) Jegyzőkönyv | Lanzini 3' Noble 29' 38′, 78′ Sakho 90+2' |

| Anfield, Liverpool Nézőszám: 43 680 Játékvezető: Kevin Friend (angol) Asszisztensek: Stephen Child és Constantine Hatzidakis |

| 1. forduló 2015. augusztus 9. 17:00 |

| Stoke City | 0 – 1               | Liverpool    |
| ---------- | ------------------- | ------------ |
|            | (0 – 0) Jegyzőkönyv | Coutinho 86' |

| Britannia Stadion, Stoke-on-Trent Nézőszám: 27 654 Játékvezető: Anthony Taylor (angol) Asszisztensek: Gary Beswick és Darren Cann |

| 2. forduló 2015. augusztus 17. 21:00 |

| Liverpool   | 1 – 0               | Bournemouth |
| ----------- | ------------------- | ----------- |
| Benteke 26' | (1 – 0) Jegyzőkönyv |             |

| Anfield, Liverpool Nézőszám: 44 102 Játékvezető: Craig Pawson (angol) Asszisztensek: Harry Lennard és Andy Garratt |

| 3. forduló 2015. augusztus 24. 21:00 |

| Arsenal | 0 – 0               | Liverpool |
| ------- | ------------------- | --------- |
|         | (0 – 0) Jegyzőkönyv |           |

| Emirates Stadion, London Nézőszám: 60 080 Játékvezető: Michael Oliver (angol) Asszisztensek: Steve Bennett és John Brooks |

| 4. forduló 2015. augusztus 29. 16:00 |

| Liverpool           | 0 – 3               | West Ham United                           |
| ------------------- | ------------------- | ----------------------------------------- |
| Coutinho 45+4′, 52′ | (0 – 2) Jegyzőkönyv | Lanzini 3' Noble 29' 38′, 78′ Sakho 90+2' |

| Anfield, Liverpool Nézőszám: 43 680 Játékvezető: Kevin Friend (angol) Asszisztensek: Stephen Child és Constantine Hatzidakis |

| 5. forduló 2015. szeptember 12. 18:30 |

| Manchester United                            | 3 – 1               | Liverpool   |
| -------------------------------------------- | ------------------- | ----------- |
| Blind 49' Herrera 70' (11-esből) Martial 86' | (0 – 0) Jegyzőkönyv | Benteke 84' |

| Old Trafford, Manchester Nézőszám: 75 347 Játékvezető: Michael Oliver (angol) |

| 6. forduló 2015. szeptember 20. 17:00 |

| Liverpool | 1 – 1               | Norwich City |
| --------- | ------------------- | ------------ |
| Ings 48'  | (0 – 0) Jegyzőkönyv | Martin 61'   |

| Anfield, Liverpool Nézőszám: 44 072 Játékvezető: Anthony Tayler (angol) Asszisztensek: Peter Kirkup és Andy Halliday |

| 7. forduló 2015. szeptember 26. 16:00 |

| Liverpool                   | 3 – 2               | Aston Villa     |
| --------------------------- | ------------------- | --------------- |
| Milner 2' Sturridge 59' 67' | (1 – 0) Jegyzőkönyv | Gestede 66' 71' |

| Anfield, Liverpool Nézőszám: 44 228 Játékvezető: Jonathan Moss |

| 5. forduló 2015. szeptember 12. 18:30 |

| Manchester United                            | 3 – 1               | Liverpool   |
| -------------------------------------------- | ------------------- | ----------- |
| Blind 49' Herrera 70' (11-esből) Martial 86' | (0 – 0) Jegyzőkönyv | Benteke 84' |

| Old Trafford, Manchester Nézőszám: 75 347 Játékvezető: Michael Oliver (angol) |

| 6. forduló 2015. szeptember 20. 17:00 |

| Liverpool | 1 – 1               | Norwich City |
| --------- | ------------------- | ------------ |
| Ings 48'  | (0 – 0) Jegyzőkönyv | Martin 61'   |

| Anfield, Liverpool Nézőszám: 44 072 Játékvezető: Anthony Tayler (angol) Asszisztensek: Peter Kirkup és Andy Halliday |

| 7. forduló 2015. szeptember 26. 16:00 |

| Liverpool                   | 3 – 2               | Aston Villa     |
| --------------------------- | ------------------- | --------------- |
| Milner 2' Sturridge 59' 67' | (1 – 0) Jegyzőkönyv | Gestede 66' 71' |

| Anfield, Liverpool Nézőszám: 44 228 Játékvezető: Jonathan Moss |

| 8. forduló 2015. október 4. 14:30 |

| Everton      | 1 – 1               | Liverpool |
| ------------ | ------------------- | --------- |
| Lukaku 45+1' | (1 – 1) Jegyzőkönyv | Ings 41'  |

| Goodison Park, Liverpool Nézőszám: 39 598 Játékvezető: Martin Atkinson |

| 9. forduló 2015. október 17. 13:45 |

| Tottenham Hotspur | 0 – 0               | Liverpool |
| ----------------- | ------------------- | --------- |
|                   | (0 – 0) Jegyzőkönyv |           |

| White Hart Lane, London Nézőszám: 35 926 Játékvezető: Craig Pawson |

| 10. forduló 2015. október 25. 17:15 |

| Liverpool   | 1 – 1               | Southampton |
| ----------- | ------------------- | ----------- |
| Benteke 77' | (0 – 0) Jegyzőkönyv | Mané 86'    |

| Anfield, Liverpool Nézőszám: 44 171 Játékvezető: Andre Marriner |

| 11. forduló 2015. október 31. 12:45 (WET) |

| Chelsea    | 1 – 3               | Liverpool                      |
| ---------- | ------------------- | ------------------------------ |
| Ramires 4' | (1 – 3) Jegyzőkönyv | Coutinho 45+3' 74' Benteke 83' |

| Stamford Bridge, London Nézőszám: 41 577 Játékvezető: Mark Clattenburg |

| 8. forduló 2015. október 4. 14:30 |

| Everton      | 1 – 1               | Liverpool |
| ------------ | ------------------- | --------- |
| Lukaku 45+1' | (1 – 1) Jegyzőkönyv | Ings 41'  |

| Goodison Park, Liverpool Nézőszám: 39 598 Játékvezető: Martin Atkinson |

| 9. forduló 2015. október 17. 13:45 |

| Tottenham Hotspur | 0 – 0               | Liverpool |
| ----------------- | ------------------- | --------- |
|                   | (0 – 0) Jegyzőkönyv |           |

| White Hart Lane, London Nézőszám: 35 926 Játékvezető: Craig Pawson |

| 10. forduló 2015. október 25. 17:15 |

| Liverpool   | 1 – 1               | Southampton |
| ----------- | ------------------- | ----------- |
| Benteke 77' | (0 – 0) Jegyzőkönyv | Mané 86'    |

| Anfield, Liverpool Nézőszám: 44 171 Játékvezető: Andre Marriner |

| 11. forduló 2015. október 31. 12:45 (WET) |

| Chelsea    | 1 – 3               | Liverpool                      |
| ---------- | ------------------- | ------------------------------ |
| Ramires 4' | (1 – 3) Jegyzőkönyv | Coutinho 45+3' 74' Benteke 83' |

| Stamford Bridge, London Nézőszám: 41 577 Játékvezető: Mark Clattenburg |

| 12. forduló 2015. november 8. 16:00 (WET) |

| Liverpool    | 1 – 2               | Crystal Palace       |
| ------------ | ------------------- | -------------------- |
| Coutinho 42' | (1 – 1) Jegyzőkönyv | Bolasie 21' Dann 82' |

| Anfield, Liverpool Nézőszám: 44 115 Játékvezető: Neil Swarbrick |

| 13. forduló 2015. november 21. 17:30 (WET) |

| Manchester City | 1 – 4               | Liverpool                                      |
| --------------- | ------------------- | ---------------------------------------------- |
| Agüero 44'      | (1 – 3) Jegyzőkönyv | Mangala 7' Coutinho 23' Firmino 32' Škrtel 81' |

| Etihad Stadion, Manchester Nézőszám: 54 444 Játékvezető: Jonathan Moss |

| 14. forduló 2015. november 28. 16:00 |

| Liverpool             | 1 – 0               | Swansea City |
| --------------------- | ------------------- | ------------ |
| Milner 62' (11-esből) | (0 – 0) Jegyzőkönyv |              |

| Anfield, Liverpool Nézőszám: 43 905 Játékvezető: Anthony Taylor |

| 12. forduló 2015. november 8. 16:00 (WET) |

| Liverpool    | 1 – 2               | Crystal Palace       |
| ------------ | ------------------- | -------------------- |
| Coutinho 42' | (1 – 1) Jegyzőkönyv | Bolasie 21' Dann 82' |

| Anfield, Liverpool Nézőszám: 44 115 Játékvezető: Neil Swarbrick |

| 13. forduló 2015. november 21. 17:30 (WET) |

| Manchester City | 1 – 4               | Liverpool                                      |
| --------------- | ------------------- | ---------------------------------------------- |
| Agüero 44'      | (1 – 3) Jegyzőkönyv | Mangala 7' Coutinho 23' Firmino 32' Škrtel 81' |

| Etihad Stadion, Manchester Nézőszám: 54 444 Játékvezető: Jonathan Moss |

| 14. forduló 2015. november 28. 16:00 |

| Liverpool             | 1 – 0               | Swansea City |
| --------------------- | ------------------- | ------------ |
| Milner 62' (11-esből) | (0 – 0) Jegyzőkönyv |              |

| Anfield, Liverpool Nézőszám: 43 905 Játékvezető: Anthony Taylor |

| 15. forduló 2015. december 6. 16:00 (WET) |

| Newcastle United           | 2 – 0               | Liverpool |
| -------------------------- | ------------------- | --------- |
| Škrtel 69' Wijnaldum 90+3' | (0 – 0) Jegyzőkönyv |           |

| St James’ Park, Newcastle upon Tyne Nézőszám: 51 273 Játékvezető: Andre Marriner |

| 16. forduló 2015. december 13. 16:00 (WET) |

| Liverpool                 | 2 – 2               | West Bromwich Albion  |
| ------------------------- | ------------------- | --------------------- |
| Henderson 21' Origi 90+6' | (1 – 1) Jegyzőkönyv | Dawson 30' Olsson 73' |

| Anfield, Liverpool Nézőszám: 44 147 Játékvezető: Craig Pawson |

| 17. forduló 2015. december 20. 13:30 (WET) |

| Watford               | 3 – 0               | Liverpool |
| --------------------- | ------------------- | --------- |
| Aké 3' Ighalo 15' 85' | (2 – 0) Jegyzőkönyv |           |

| Vicarage Road Stadion, Watford Nézőszám: 20 707 Játékvezető: Mark Clattenburg |

| 18. forduló 2015. december 26. 15:00 (WET) |

| Liverpool   | 1 – 0               | Leicester City |
| ----------- | ------------------- | -------------- |
| Benteke 63' | (0 – 0) Jegyzőkönyv |                |

| Anfield, Liverpool Nézőszám: 44 123 Játékvezető: Martin Atkinson |

| 19. forduló 2015. december 30. 19:45 (WET) |

| Sunderland | 0 – 1               | Liverpool   |
| ---------- | ------------------- | ----------- |
|            | (0 – 0) Jegyzőkönyv | Benteke 46' |

| Stadium of Light, Sunderland Nézőszám: 45 765 Játékvezető: Kevin Friend |

| 15. forduló 2015. december 6. 16:00 (WET) |

| Newcastle United           | 2 – 0               | Liverpool |
| -------------------------- | ------------------- | --------- |
| Škrtel 69' Wijnaldum 90+3' | (0 – 0) Jegyzőkönyv |           |

| St James’ Park, Newcastle upon Tyne Nézőszám: 51 273 Játékvezető: Andre Marriner |

| 16. forduló 2015. december 13. 16:00 (WET) |

| Liverpool                 | 2 – 2               | West Bromwich Albion  |
| ------------------------- | ------------------- | --------------------- |
| Henderson 21' Origi 90+6' | (1 – 1) Jegyzőkönyv | Dawson 30' Olsson 73' |

| Anfield, Liverpool Nézőszám: 44 147 Játékvezető: Craig Pawson |

| 17. forduló 2015. december 20. 13:30 (WET) |

| Watford               | 3 – 0               | Liverpool |
| --------------------- | ------------------- | --------- |
| Aké 3' Ighalo 15' 85' | (2 – 0) Jegyzőkönyv |           |

| Vicarage Road Stadion, Watford Nézőszám: 20 707 Játékvezető: Mark Clattenburg |

| 18. forduló 2015. december 26. 15:00 (WET) |

| Liverpool   | 1 – 0               | Leicester City |
| ----------- | ------------------- | -------------- |
| Benteke 63' | (0 – 0) Jegyzőkönyv |                |

| Anfield, Liverpool Nézőszám: 44 123 Játékvezető: Martin Atkinson |

| 19. forduló 2015. december 30. 19:45 (WET) |

| Sunderland | 0 – 1               | Liverpool   |
| ---------- | ------------------- | ----------- |
|            | (0 – 0) Jegyzőkönyv | Benteke 46' |

| Stadium of Light, Sunderland Nézőszám: 45 765 Játékvezető: Kevin Friend |

| 20. forduló 2016. január 2. 12:45 (WET) |

| West Ham United         | 2 – 0               | Liverpool |
| ----------------------- | ------------------- | --------- |
| Antonio 10' Carroll 55' | (1 – 0) Jegyzőkönyv |           |

| Boleyn Ground, London Nézőszám: 34 977 Játékvezető: Robert Madley |

| 21. forduló 2016. január 13. 20:00 (WET) |

| Liverpool                 | 3 – 3               | Arsenal                   |
| ------------------------- | ------------------- | ------------------------- |
| Firmino 10' 19' Allen 90' | (2 – 2) Jegyzőkönyv | Ramsey 14' Giroud 25' 55' |

| Anfield, Liverpool Nézőszám: 44 109 Játékvezető: Mike Jones |

| 22. forduló 2016. január 17. 14:05 (WET) |

| Liverpool | 0 – 1               | Manchester United |
| --------- | ------------------- | ----------------- |
|           | (0 – 0) Jegyzőkönyv | Rooney 78'        |

| Anfield, Liverpool Nézőszám: 43 865 Játékvezető: Mark Clattenburg |

| 23. forduló 2016. január 23. 12:45 (WET) |

| Norwich City                                                   | 4 – 5               | Liverpool                                              |
| -------------------------------------------------------------- | ------------------- | ------------------------------------------------------ |
| Mbokani 29' Naismith 41' Hoolahan 54' (11-esből) Bassong 90+2' | (2 – 1) Jegyzőkönyv | Firmino 18' 63' Henderson 55' Milner 75' Lallana 90+5' |

| Carrow Road, Norwich Nézőszám: 27 108 Játékvezető: Lee Mason |

| 20. forduló 2016. január 2. 12:45 (WET) |

| West Ham United         | 2 – 0               | Liverpool |
| ----------------------- | ------------------- | --------- |
| Antonio 10' Carroll 55' | (1 – 0) Jegyzőkönyv |           |

| Boleyn Ground, London Nézőszám: 34 977 Játékvezető: Robert Madley |

| 21. forduló 2016. január 13. 20:00 (WET) |

| Liverpool                 | 3 – 3               | Arsenal                   |
| ------------------------- | ------------------- | ------------------------- |
| Firmino 10' 19' Allen 90' | (2 – 2) Jegyzőkönyv | Ramsey 14' Giroud 25' 55' |

| Anfield, Liverpool Nézőszám: 44 109 Játékvezető: Mike Jones |

| 22. forduló 2016. január 17. 14:05 (WET) |

| Liverpool | 0 – 1               | Manchester United |
| --------- | ------------------- | ----------------- |
|           | (0 – 0) Jegyzőkönyv | Rooney 78'        |

| Anfield, Liverpool Nézőszám: 43 865 Játékvezető: Mark Clattenburg |

| 23. forduló 2016. január 23. 12:45 (WET) |

| Norwich City                                                   | 4 – 5               | Liverpool                                              |
| -------------------------------------------------------------- | ------------------- | ------------------------------------------------------ |
| Mbokani 29' Naismith 41' Hoolahan 54' (11-esből) Bassong 90+2' | (2 – 1) Jegyzőkönyv | Firmino 18' 63' Henderson 55' Milner 75' Lallana 90+5' |

| Carrow Road, Norwich Nézőszám: 27 108 Játékvezető: Lee Mason |

| 24. forduló 2016. február 2. 19:45 (WET) |

| Leicester City | 2 – 0               | Liverpool |
| -------------- | ------------------- | --------- |
| Vardy 60' 71'  | (0 – 0) Jegyzőkönyv |           |

| King Power Stadion, Leicester Nézőszám: 32 121 Játékvezető: Andre Marriner |

| 25. forduló 2016. február 6. 15:00 (WET) |

| Liverpool               | 2 – 1               | Sunderland            |
| ----------------------- | ------------------- | --------------------- |
| Firmino 60' Lallana 70' | (0 – 0) Jegyzőkönyv | Johnson 82' Defoe 89' |

| Anfield, Liverpool Nézőszám: 44 179 Játékvezető: Robert Madley |

| 26. forduló 2016. február 14. 14:05 (WET) |

| Aston Villa | 0 – 6               | Liverpool                                                      |
| ----------- | ------------------- | -------------------------------------------------------------- |
|             | (0 – 2) Jegyzőkönyv | Sturridge 16' Milner 25' Can 58' Origi 63' Clyne 65' Touré 71' |

| Villa Park, Birmingham Nézőszám: 35 798 Játékvezető: Neil Swarbrick |

| 27. forduló 2016. február 28. |

| Liverpool | elhalasztva | Everton |
| --------- | ----------- | ------- |
|           | Jegyzőkönyv |         |

| Anfield, Liverpool |

| 24. forduló 2016. február 2. 19:45 (WET) |

| Leicester City | 2 – 0               | Liverpool |
| -------------- | ------------------- | --------- |
| Vardy 60' 71'  | (0 – 0) Jegyzőkönyv |           |

| King Power Stadion, Leicester Nézőszám: 32 121 Játékvezető: Andre Marriner |

| 25. forduló 2016. február 6. 15:00 (WET) |

| Liverpool               | 2 – 1               | Sunderland            |
| ----------------------- | ------------------- | --------------------- |
| Firmino 60' Lallana 70' | (0 – 0) Jegyzőkönyv | Johnson 82' Defoe 89' |

| Anfield, Liverpool Nézőszám: 44 179 Játékvezető: Robert Madley |

| 26. forduló 2016. február 14. 14:05 (WET) |

| Aston Villa | 0 – 6               | Liverpool                                                      |
| ----------- | ------------------- | -------------------------------------------------------------- |
|             | (0 – 2) Jegyzőkönyv | Sturridge 16' Milner 25' Can 58' Origi 63' Clyne 65' Touré 71' |

| Villa Park, Birmingham Nézőszám: 35 798 Játékvezető: Neil Swarbrick |

| 27. forduló 2016. február 28. |

| Liverpool | elhalasztva | Everton |
| --------- | ----------- | ------- |
|           | Jegyzőkönyv |         |

| Anfield, Liverpool |

| 28. forduló 2015. március 2. 20:00 (WET) |

| Liverpool                          | 3 – 0               | Manchester City |
| ---------------------------------- | ------------------- | --------------- |
| Lallana 34' Milner 41' Firmino 57' | (2 – 0) Jegyzőkönyv |                 |

| Anfield, Liverpool Játékvezető: Martin Atkinson |

| 29. forduló 2016. március 6. 13:30 (WET) |

| Crystal Palace | 1 – 2               | Liverpool                            |
| -------------- | ------------------- | ------------------------------------ |
| Ledley 48'     | (0 – 0) Jegyzőkönyv | Firmino 72' Benteke 90+6' (11-esből) |

| Selhurst Park, London Nézőszám: 24 709 Játékvezető: Andre Marriner |

| 30. forduló 2016. március 12. |

| Liverpool | elhalasztva | Chelsea |
| --------- | ----------- | ------- |
|           |             |         |

| Anfield, Liverpool |

| 31. forduló 2016. március 20. 13:30 (WET) |

| Southampton            | 3 – 2               | Liverpool                  |
| ---------------------- | ------------------- | -------------------------- |
| Mané 64' 86' Pellè 83' | (0 – 2) Jegyzőkönyv | Coutinho 17' Sturridge 22' |

| St. Mary’s Stadium, Southampton Játékvezető: Roger East |

| 28. forduló 2015. március 2. 20:00 (WET) |

| Liverpool                          | 3 – 0               | Manchester City |
| ---------------------------------- | ------------------- | --------------- |
| Lallana 34' Milner 41' Firmino 57' | (2 – 0) Jegyzőkönyv |                 |

| Anfield, Liverpool Játékvezető: Martin Atkinson |

| 29. forduló 2016. március 6. 13:30 (WET) |

| Crystal Palace | 1 – 2               | Liverpool                            |
| -------------- | ------------------- | ------------------------------------ |
| Ledley 48'     | (0 – 0) Jegyzőkönyv | Firmino 72' Benteke 90+6' (11-esből) |

| Selhurst Park, London Nézőszám: 24 709 Játékvezető: Andre Marriner |

| 30. forduló 2016. március 12. |

| Liverpool | elhalasztva | Chelsea |
| --------- | ----------- | ------- |
|           |             |         |

| Anfield, Liverpool |

| 31. forduló 2016. március 20. 13:30 (WET) |

| Southampton            | 3 – 2               | Liverpool                  |
| ---------------------- | ------------------- | -------------------------- |
| Mané 64' 86' Pellè 83' | (0 – 2) Jegyzőkönyv | Coutinho 17' Sturridge 22' |

| St. Mary’s Stadium, Southampton Játékvezető: Roger East |

| 32. forduló 2016. április 2. 17:30 (WEST) |

| Liverpool    | 1 – 1               | Tottenham Hotspur |
| ------------ | ------------------- | ----------------- |
| Coutinho 51' | (0 – 0) Jegyzőkönyv | Kane 63'          |

| Anfield, Liverpool Nézőszám: 44 062 Játékvezető: Jonathan Moss |

| 33. forduló 2016. április 10. 16:00 |

| Liverpool | 4 – 1               | Stoke City |
| --------- | ------------------- | ---------- |
|           | (2 – 1) Jegyzőkönyv |            |

| Anfield, Liverpool |

| 34. forduló 2016. április 17. 16:00 |

| Bournemouth | 1 – 2   | Liverpool |
| ----------- | ------- | --------- |
|             | (0 – 2) |           |

| Vitality Stadion, Bournemouth |

| 27. forduló 2016. április 20. pótolt mérkőzés |

| Liverpool | 4 – 0               | Everton |
| --------- | ------------------- | ------- |
|           | (2 – 0) Jegyzőkönyv |         |

| Anfield, Liverpool |

| 35. forduló 2016. április 23. 16:00 |

| Liverpool | 2 – 2   | Newcastle United |
| --------- | ------- | ---------------- |
|           | (2 – 0) |                  |

| Anfield, Liverpool |

| 32. forduló 2016. április 2. 17:30 (WEST) |

| Liverpool    | 1 – 1               | Tottenham Hotspur |
| ------------ | ------------------- | ----------------- |
| Coutinho 51' | (0 – 0) Jegyzőkönyv | Kane 63'          |

| Anfield, Liverpool Nézőszám: 44 062 Játékvezető: Jonathan Moss |

| 33. forduló 2016. április 10. 16:00 |

| Liverpool | 4 – 1               | Stoke City |
| --------- | ------------------- | ---------- |
|           | (2 – 1) Jegyzőkönyv |            |

| Anfield, Liverpool |

| 34. forduló 2016. április 17. 16:00 |

| Bournemouth | 1 – 2   | Liverpool |
| ----------- | ------- | --------- |
|             | (0 – 2) |           |

| Vitality Stadion, Bournemouth |

| 27. forduló 2016. április 20. pótolt mérkőzés |

| Liverpool | 4 – 0               | Everton |
| --------- | ------------------- | ------- |
|           | (2 – 0) Jegyzőkönyv |         |

| Anfield, Liverpool |

| 35. forduló 2016. április 23. 16:00 |

| Liverpool | 2 – 2   | Newcastle United |
| --------- | ------- | ---------------- |
|           | (2 – 0) |                  |

| Anfield, Liverpool |

| 36. forduló 2016. április 30. 16:00 |

| Swansea City | – | Liverpool |
| ------------ | - | --------- |
|              |   |           |

| Liberty Stadion, Swansea |

| 37. forduló 2016. május 8. 16:00 |

| Liverpool | –           | Watford |
| --------- | ----------- | ------- |
|           | Jegyzőkönyv |         |

| Anfield, Liverpool |

| 38. forduló 2016. május 15. 16:00 |

| West Bromwich Albion | –           | Liverpool |
| -------------------- | ----------- | --------- |
|                      | Jegyzőkönyv |           |

| The Hawthorns, Birmingham |

| 36. forduló 2016. április 30. 16:00 |

| Swansea City | – | Liverpool |
| ------------ | - | --------- |
|              |   |           |

| Liberty Stadion, Swansea |

| 37. forduló 2016. május 8. 16:00 |

| Liverpool | –           | Watford |
| --------- | ----------- | ------- |
|           | Jegyzőkönyv |         |

| Anfield, Liverpool |

| 38. forduló 2016. május 15. 16:00 |

| West Bromwich Albion | –           | Liverpool |
| -------------------- | ----------- | --------- |
|                      | Jegyzőkönyv |           |

| The Hawthorns, Birmingham |

| 1. forduló 2015. augusztus 9. 17:00 |

| Stoke City | 0 – 1               | Liverpool    |
| ---------- | ------------------- | ------------ |
|            | (0 – 0) Jegyzőkönyv | Coutinho 86' |

| Britannia Stadion, Stoke-on-Trent Nézőszám: 27 654 Játékvezető: Anthony Taylor (angol) Asszisztensek: Gary Beswick és Darren Cann |

| 2. forduló 2015. augusztus 17. 21:00 |

| Liverpool   | 1 – 0               | Bournemouth |
| ----------- | ------------------- | ----------- |
| Benteke 26' | (1 – 0) Jegyzőkönyv |             |

| Anfield, Liverpool Nézőszám: 44 102 Játékvezető: Craig Pawson (angol) Asszisztensek: Harry Lennard és Andy Garratt |

| 3. forduló 2015. augusztus 24. 21:00 |

| Arsenal | 0 – 0               | Liverpool |
| ------- | ------------------- | --------- |
|         | (0 – 0) Jegyzőkönyv |           |

| Emirates Stadion, London Nézőszám: 60 080 Játékvezető: Michael Oliver (angol) Asszisztensek: Steve Bennett és John Brooks |

| 4. forduló 2015. augusztus 29. 16:00 |

| Liverpool           | 0 – 3               | West Ham United                           |
| ------------------- | ------------------- | ----------------------------------------- |
| Coutinho 45+4′, 52′ | (0 – 2) Jegyzőkönyv | Lanzini 3' Noble 29' 38′, 78′ Sakho 90+2' |

| Anfield, Liverpool Nézőszám: 43 680 Játékvezető: Kevin Friend (angol) Asszisztensek: Stephen Child és Constantine Hatzidakis |

| 1. forduló 2015. augusztus 9. 17:00 |

| Stoke City | 0 – 1               | Liverpool    |
| ---------- | ------------------- | ------------ |
|            | (0 – 0) Jegyzőkönyv | Coutinho 86' |

| Britannia Stadion, Stoke-on-Trent Nézőszám: 27 654 Játékvezető: Anthony Taylor (angol) Asszisztensek: Gary Beswick és Darren Cann |

| 2. forduló 2015. augusztus 17. 21:00 |

| Liverpool   | 1 – 0               | Bournemouth |
| ----------- | ------------------- | ----------- |
| Benteke 26' | (1 – 0) Jegyzőkönyv |             |

| Anfield, Liverpool Nézőszám: 44 102 Játékvezető: Craig Pawson (angol) Asszisztensek: Harry Lennard és Andy Garratt |

| 3. forduló 2015. augusztus 24. 21:00 |

| Arsenal | 0 – 0               | Liverpool |
| ------- | ------------------- | --------- |
|         | (0 – 0) Jegyzőkönyv |           |

| Emirates Stadion, London Nézőszám: 60 080 Játékvezető: Michael Oliver (angol) Asszisztensek: Steve Bennett és John Brooks |

| 4. forduló 2015. augusztus 29. 16:00 |

| Liverpool           | 0 – 3               | West Ham United                           |
| ------------------- | ------------------- | ----------------------------------------- |
| Coutinho 45+4′, 52′ | (0 – 2) Jegyzőkönyv | Lanzini 3' Noble 29' 38′, 78′ Sakho 90+2' |

| Anfield, Liverpool Nézőszám: 43 680 Játékvezető: Kevin Friend (angol) Asszisztensek: Stephen Child és Constantine Hatzidakis |

| 5. forduló 2015. szeptember 12. 18:30 |

| Manchester United                            | 3 – 1               | Liverpool   |
| -------------------------------------------- | ------------------- | ----------- |
| Blind 49' Herrera 70' (11-esből) Martial 86' | (0 – 0) Jegyzőkönyv | Benteke 84' |

| Old Trafford, Manchester Nézőszám: 75 347 Játékvezető: Michael Oliver (angol) |

| 6. forduló 2015. szeptember 20. 17:00 |

| Liverpool | 1 – 1               | Norwich City |
| --------- | ------------------- | ------------ |
| Ings 48'  | (0 – 0) Jegyzőkönyv | Martin 61'   |

| Anfield, Liverpool Nézőszám: 44 072 Játékvezető: Anthony Tayler (angol) Asszisztensek: Peter Kirkup és Andy Halliday |

| 7. forduló 2015. szeptember 26. 16:00 |

| Liverpool                   | 3 – 2               | Aston Villa     |
| --------------------------- | ------------------- | --------------- |
| Milner 2' Sturridge 59' 67' | (1 – 0) Jegyzőkönyv | Gestede 66' 71' |

| Anfield, Liverpool Nézőszám: 44 228 Játékvezető: Jonathan Moss |

| 5. forduló 2015. szeptember 12. 18:30 |

| Manchester United                            | 3 – 1               | Liverpool   |
| -------------------------------------------- | ------------------- | ----------- |
| Blind 49' Herrera 70' (11-esből) Martial 86' | (0 – 0) Jegyzőkönyv | Benteke 84' |

| Old Trafford, Manchester Nézőszám: 75 347 Játékvezető: Michael Oliver (angol) |

| 6. forduló 2015. szeptember 20. 17:00 |

| Liverpool | 1 – 1               | Norwich City |
| --------- | ------------------- | ------------ |
| Ings 48'  | (0 – 0) Jegyzőkönyv | Martin 61'   |

| Anfield, Liverpool Nézőszám: 44 072 Játékvezető: Anthony Tayler (angol) Asszisztensek: Peter Kirkup és Andy Halliday |

| 7. forduló 2015. szeptember 26. 16:00 |

| Liverpool                   | 3 – 2               | Aston Villa     |
| --------------------------- | ------------------- | --------------- |
| Milner 2' Sturridge 59' 67' | (1 – 0) Jegyzőkönyv | Gestede 66' 71' |

| Anfield, Liverpool Nézőszám: 44 228 Játékvezető: Jonathan Moss |

| 8. forduló 2015. október 4. 14:30 |

| Everton      | 1 – 1               | Liverpool |
| ------------ | ------------------- | --------- |
| Lukaku 45+1' | (1 – 1) Jegyzőkönyv | Ings 41'  |

| Goodison Park, Liverpool Nézőszám: 39 598 Játékvezető: Martin Atkinson |

| 9. forduló 2015. október 17. 13:45 |

| Tottenham Hotspur | 0 – 0               | Liverpool |
| ----------------- | ------------------- | --------- |
|                   | (0 – 0) Jegyzőkönyv |           |

| White Hart Lane, London Nézőszám: 35 926 Játékvezető: Craig Pawson |

| 10. forduló 2015. október 25. 17:15 |

| Liverpool   | 1 – 1               | Southampton |
| ----------- | ------------------- | ----------- |
| Benteke 77' | (0 – 0) Jegyzőkönyv | Mané 86'    |

| Anfield, Liverpool Nézőszám: 44 171 Játékvezető: Andre Marriner |

| 11. forduló 2015. október 31. 12:45 (WET) |

| Chelsea    | 1 – 3               | Liverpool                      |
| ---------- | ------------------- | ------------------------------ |
| Ramires 4' | (1 – 3) Jegyzőkönyv | Coutinho 45+3' 74' Benteke 83' |

| Stamford Bridge, London Nézőszám: 41 577 Játékvezető: Mark Clattenburg |

| 8. forduló 2015. október 4. 14:30 |

| Everton      | 1 – 1               | Liverpool |
| ------------ | ------------------- | --------- |
| Lukaku 45+1' | (1 – 1) Jegyzőkönyv | Ings 41'  |

| Goodison Park, Liverpool Nézőszám: 39 598 Játékvezető: Martin Atkinson |

| 9. forduló 2015. október 17. 13:45 |

| Tottenham Hotspur | 0 – 0               | Liverpool |
| ----------------- | ------------------- | --------- |
|                   | (0 – 0) Jegyzőkönyv |           |

| White Hart Lane, London Nézőszám: 35 926 Játékvezető: Craig Pawson |

| 10. forduló 2015. október 25. 17:15 |

| Liverpool   | 1 – 1               | Southampton |
| ----------- | ------------------- | ----------- |
| Benteke 77' | (0 – 0) Jegyzőkönyv | Mané 86'    |

| Anfield, Liverpool Nézőszám: 44 171 Játékvezető: Andre Marriner |

| 11. forduló 2015. október 31. 12:45 (WET) |

| Chelsea    | 1 – 3               | Liverpool                      |
| ---------- | ------------------- | ------------------------------ |
| Ramires 4' | (1 – 3) Jegyzőkönyv | Coutinho 45+3' 74' Benteke 83' |

| Stamford Bridge, London Nézőszám: 41 577 Játékvezető: Mark Clattenburg |

| 12. forduló 2015. november 8. 16:00 (WET) |

| Liverpool    | 1 – 2               | Crystal Palace       |
| ------------ | ------------------- | -------------------- |
| Coutinho 42' | (1 – 1) Jegyzőkönyv | Bolasie 21' Dann 82' |

| Anfield, Liverpool Nézőszám: 44 115 Játékvezető: Neil Swarbrick |

| 13. forduló 2015. november 21. 17:30 (WET) |

| Manchester City | 1 – 4               | Liverpool                                      |
| --------------- | ------------------- | ---------------------------------------------- |
| Agüero 44'      | (1 – 3) Jegyzőkönyv | Mangala 7' Coutinho 23' Firmino 32' Škrtel 81' |

| Etihad Stadion, Manchester Nézőszám: 54 444 Játékvezető: Jonathan Moss |

| 14. forduló 2015. november 28. 16:00 |

| Liverpool             | 1 – 0               | Swansea City |
| --------------------- | ------------------- | ------------ |
| Milner 62' (11-esből) | (0 – 0) Jegyzőkönyv |              |

| Anfield, Liverpool Nézőszám: 43 905 Játékvezető: Anthony Taylor |

| 12. forduló 2015. november 8. 16:00 (WET) |

| Liverpool    | 1 – 2               | Crystal Palace       |
| ------------ | ------------------- | -------------------- |
| Coutinho 42' | (1 – 1) Jegyzőkönyv | Bolasie 21' Dann 82' |

| Anfield, Liverpool Nézőszám: 44 115 Játékvezető: Neil Swarbrick |

| 13. forduló 2015. november 21. 17:30 (WET) |

| Manchester City | 1 – 4               | Liverpool                                      |
| --------------- | ------------------- | ---------------------------------------------- |
| Agüero 44'      | (1 – 3) Jegyzőkönyv | Mangala 7' Coutinho 23' Firmino 32' Škrtel 81' |

| Etihad Stadion, Manchester Nézőszám: 54 444 Játékvezető: Jonathan Moss |

| 14. forduló 2015. november 28. 16:00 |

| Liverpool             | 1 – 0               | Swansea City |
| --------------------- | ------------------- | ------------ |
| Milner 62' (11-esből) | (0 – 0) Jegyzőkönyv |              |

| Anfield, Liverpool Nézőszám: 43 905 Játékvezető: Anthony Taylor |

| 15. forduló 2015. december 6. 16:00 (WET) |

| Newcastle United           | 2 – 0               | Liverpool |
| -------------------------- | ------------------- | --------- |
| Škrtel 69' Wijnaldum 90+3' | (0 – 0) Jegyzőkönyv |           |

| St James’ Park, Newcastle upon Tyne Nézőszám: 51 273 Játékvezető: Andre Marriner |

| 16. forduló 2015. december 13. 16:00 (WET) |

| Liverpool                 | 2 – 2               | West Bromwich Albion  |
| ------------------------- | ------------------- | --------------------- |
| Henderson 21' Origi 90+6' | (1 – 1) Jegyzőkönyv | Dawson 30' Olsson 73' |

| Anfield, Liverpool Nézőszám: 44 147 Játékvezető: Craig Pawson |

| 17. forduló 2015. december 20. 13:30 (WET) |

| Watford               | 3 – 0               | Liverpool |
| --------------------- | ------------------- | --------- |
| Aké 3' Ighalo 15' 85' | (2 – 0) Jegyzőkönyv |           |

| Vicarage Road Stadion, Watford Nézőszám: 20 707 Játékvezető: Mark Clattenburg |

| 18. forduló 2015. december 26. 15:00 (WET) |

| Liverpool   | 1 – 0               | Leicester City |
| ----------- | ------------------- | -------------- |
| Benteke 63' | (0 – 0) Jegyzőkönyv |                |

| Anfield, Liverpool Nézőszám: 44 123 Játékvezető: Martin Atkinson |

| 19. forduló 2015. december 30. 19:45 (WET) |

| Sunderland | 0 – 1               | Liverpool   |
| ---------- | ------------------- | ----------- |
|            | (0 – 0) Jegyzőkönyv | Benteke 46' |

| Stadium of Light, Sunderland Nézőszám: 45 765 Játékvezető: Kevin Friend |

| 15. forduló 2015. december 6. 16:00 (WET) |

| Newcastle United           | 2 – 0               | Liverpool |
| -------------------------- | ------------------- | --------- |
| Škrtel 69' Wijnaldum 90+3' | (0 – 0) Jegyzőkönyv |           |

| St James’ Park, Newcastle upon Tyne Nézőszám: 51 273 Játékvezető: Andre Marriner |

| 16. forduló 2015. december 13. 16:00 (WET) |

| Liverpool                 | 2 – 2               | West Bromwich Albion  |
| ------------------------- | ------------------- | --------------------- |
| Henderson 21' Origi 90+6' | (1 – 1) Jegyzőkönyv | Dawson 30' Olsson 73' |

| Anfield, Liverpool Nézőszám: 44 147 Játékvezető: Craig Pawson |

| 17. forduló 2015. december 20. 13:30 (WET) |

| Watford               | 3 – 0               | Liverpool |
| --------------------- | ------------------- | --------- |
| Aké 3' Ighalo 15' 85' | (2 – 0) Jegyzőkönyv |           |

| Vicarage Road Stadion, Watford Nézőszám: 20 707 Játékvezető: Mark Clattenburg |

| 18. forduló 2015. december 26. 15:00 (WET) |

| Liverpool   | 1 – 0               | Leicester City |
| ----------- | ------------------- | -------------- |
| Benteke 63' | (0 – 0) Jegyzőkönyv |                |

| Anfield, Liverpool Nézőszám: 44 123 Játékvezető: Martin Atkinson |

| 19. forduló 2015. december 30. 19:45 (WET) |

| Sunderland | 0 – 1               | Liverpool   |
| ---------- | ------------------- | ----------- |
|            | (0 – 0) Jegyzőkönyv | Benteke 46' |

| Stadium of Light, Sunderland Nézőszám: 45 765 Játékvezető: Kevin Friend |

| 20. forduló 2016. január 2. 12:45 (WET) |

| West Ham United         | 2 – 0               | Liverpool |
| ----------------------- | ------------------- | --------- |
| Antonio 10' Carroll 55' | (1 – 0) Jegyzőkönyv |           |

| Boleyn Ground, London Nézőszám: 34 977 Játékvezető: Robert Madley |

| 21. forduló 2016. január 13. 20:00 (WET) |

| Liverpool                 | 3 – 3               | Arsenal                   |
| ------------------------- | ------------------- | ------------------------- |
| Firmino 10' 19' Allen 90' | (2 – 2) Jegyzőkönyv | Ramsey 14' Giroud 25' 55' |

| Anfield, Liverpool Nézőszám: 44 109 Játékvezető: Mike Jones |

| 22. forduló 2016. január 17. 14:05 (WET) |

| Liverpool | 0 – 1               | Manchester United |
| --------- | ------------------- | ----------------- |
|           | (0 – 0) Jegyzőkönyv | Rooney 78'        |

| Anfield, Liverpool Nézőszám: 43 865 Játékvezető: Mark Clattenburg |

| 23. forduló 2016. január 23. 12:45 (WET) |

| Norwich City                                                   | 4 – 5               | Liverpool                                              |
| -------------------------------------------------------------- | ------------------- | ------------------------------------------------------ |
| Mbokani 29' Naismith 41' Hoolahan 54' (11-esből) Bassong 90+2' | (2 – 1) Jegyzőkönyv | Firmino 18' 63' Henderson 55' Milner 75' Lallana 90+5' |

| Carrow Road, Norwich Nézőszám: 27 108 Játékvezető: Lee Mason |

| 20. forduló 2016. január 2. 12:45 (WET) |

| West Ham United         | 2 – 0               | Liverpool |
| ----------------------- | ------------------- | --------- |
| Antonio 10' Carroll 55' | (1 – 0) Jegyzőkönyv |           |

| Boleyn Ground, London Nézőszám: 34 977 Játékvezető: Robert Madley |

| 21. forduló 2016. január 13. 20:00 (WET) |

| Liverpool                 | 3 – 3               | Arsenal                   |
| ------------------------- | ------------------- | ------------------------- |
| Firmino 10' 19' Allen 90' | (2 – 2) Jegyzőkönyv | Ramsey 14' Giroud 25' 55' |

| Anfield, Liverpool Nézőszám: 44 109 Játékvezető: Mike Jones |

| 22. forduló 2016. január 17. 14:05 (WET) |

| Liverpool | 0 – 1               | Manchester United |
| --------- | ------------------- | ----------------- |
|           | (0 – 0) Jegyzőkönyv | Rooney 78'        |

| Anfield, Liverpool Nézőszám: 43 865 Játékvezető: Mark Clattenburg |

| 23. forduló 2016. január 23. 12:45 (WET) |

| Norwich City                                                   | 4 – 5               | Liverpool                                              |
| -------------------------------------------------------------- | ------------------- | ------------------------------------------------------ |
| Mbokani 29' Naismith 41' Hoolahan 54' (11-esből) Bassong 90+2' | (2 – 1) Jegyzőkönyv | Firmino 18' 63' Henderson 55' Milner 75' Lallana 90+5' |

| Carrow Road, Norwich Nézőszám: 27 108 Játékvezető: Lee Mason |

| 24. forduló 2016. február 2. 19:45 (WET) |

| Leicester City | 2 – 0               | Liverpool |
| -------------- | ------------------- | --------- |
| Vardy 60' 71'  | (0 – 0) Jegyzőkönyv |           |

| King Power Stadion, Leicester Nézőszám: 32 121 Játékvezető: Andre Marriner |

| 25. forduló 2016. február 6. 15:00 (WET) |

| Liverpool               | 2 – 1               | Sunderland            |
| ----------------------- | ------------------- | --------------------- |
| Firmino 60' Lallana 70' | (0 – 0) Jegyzőkönyv | Johnson 82' Defoe 89' |

| Anfield, Liverpool Nézőszám: 44 179 Játékvezető: Robert Madley |

| 26. forduló 2016. február 14. 14:05 (WET) |

| Aston Villa | 0 – 6               | Liverpool                                                      |
| ----------- | ------------------- | -------------------------------------------------------------- |
|             | (0 – 2) Jegyzőkönyv | Sturridge 16' Milner 25' Can 58' Origi 63' Clyne 65' Touré 71' |

| Villa Park, Birmingham Nézőszám: 35 798 Játékvezető: Neil Swarbrick |

| 27. forduló 2016. február 28. |

| Liverpool | elhalasztva | Everton |
| --------- | ----------- | ------- |
|           | Jegyzőkönyv |         |

| Anfield, Liverpool |

| 24. forduló 2016. február 2. 19:45 (WET) |

| Leicester City | 2 – 0               | Liverpool |
| -------------- | ------------------- | --------- |
| Vardy 60' 71'  | (0 – 0) Jegyzőkönyv |           |

| King Power Stadion, Leicester Nézőszám: 32 121 Játékvezető: Andre Marriner |

| 25. forduló 2016. február 6. 15:00 (WET) |

| Liverpool               | 2 – 1               | Sunderland            |
| ----------------------- | ------------------- | --------------------- |
| Firmino 60' Lallana 70' | (0 – 0) Jegyzőkönyv | Johnson 82' Defoe 89' |

| Anfield, Liverpool Nézőszám: 44 179 Játékvezető: Robert Madley |

| 26. forduló 2016. február 14. 14:05 (WET) |

| Aston Villa | 0 – 6               | Liverpool                                                      |
| ----------- | ------------------- | -------------------------------------------------------------- |
|             | (0 – 2) Jegyzőkönyv | Sturridge 16' Milner 25' Can 58' Origi 63' Clyne 65' Touré 71' |

| Villa Park, Birmingham Nézőszám: 35 798 Játékvezető: Neil Swarbrick |

| 27. forduló 2016. február 28. |

| Liverpool | elhalasztva | Everton |
| --------- | ----------- | ------- |
|           | Jegyzőkönyv |         |

| Anfield, Liverpool |

| 28. forduló 2015. március 2. 20:00 (WET) |

| Liverpool                          | 3 – 0               | Manchester City |
| ---------------------------------- | ------------------- | --------------- |
| Lallana 34' Milner 41' Firmino 57' | (2 – 0) Jegyzőkönyv |                 |

| Anfield, Liverpool Játékvezető: Martin Atkinson |

| 29. forduló 2016. március 6. 13:30 (WET) |

| Crystal Palace | 1 – 2               | Liverpool                            |
| -------------- | ------------------- | ------------------------------------ |
| Ledley 48'     | (0 – 0) Jegyzőkönyv | Firmino 72' Benteke 90+6' (11-esből) |

| Selhurst Park, London Nézőszám: 24 709 Játékvezető: Andre Marriner |

| 30. forduló 2016. március 12. |

| Liverpool | elhalasztva | Chelsea |
| --------- | ----------- | ------- |
|           |             |         |

| Anfield, Liverpool |

| 31. forduló 2016. március 20. 13:30 (WET) |

| Southampton            | 3 – 2               | Liverpool                  |
| ---------------------- | ------------------- | -------------------------- |
| Mané 64' 86' Pellè 83' | (0 – 2) Jegyzőkönyv | Coutinho 17' Sturridge 22' |

| St. Mary’s Stadium, Southampton Játékvezető: Roger East |

| 28. forduló 2015. március 2. 20:00 (WET) |

| Liverpool                          | 3 – 0               | Manchester City |
| ---------------------------------- | ------------------- | --------------- |
| Lallana 34' Milner 41' Firmino 57' | (2 – 0) Jegyzőkönyv |                 |

| Anfield, Liverpool Játékvezető: Martin Atkinson |

| 29. forduló 2016. március 6. 13:30 (WET) |

| Crystal Palace | 1 – 2               | Liverpool                            |
| -------------- | ------------------- | ------------------------------------ |
| Ledley 48'     | (0 – 0) Jegyzőkönyv | Firmino 72' Benteke 90+6' (11-esből) |

| Selhurst Park, London Nézőszám: 24 709 Játékvezető: Andre Marriner |

| 30. forduló 2016. március 12. |

| Liverpool | elhalasztva | Chelsea |
| --------- | ----------- | ------- |
|           |             |         |

| Anfield, Liverpool |

| 31. forduló 2016. március 20. 13:30 (WET) |

| Southampton            | 3 – 2               | Liverpool                  |
| ---------------------- | ------------------- | -------------------------- |
| Mané 64' 86' Pellè 83' | (0 – 2) Jegyzőkönyv | Coutinho 17' Sturridge 22' |

| St. Mary’s Stadium, Southampton Játékvezető: Roger East |

| 32. forduló 2016. április 2. 17:30 (WEST) |

| Liverpool    | 1 – 1               | Tottenham Hotspur |
| ------------ | ------------------- | ----------------- |
| Coutinho 51' | (0 – 0) Jegyzőkönyv | Kane 63'          |

| Anfield, Liverpool Nézőszám: 44 062 Játékvezető: Jonathan Moss |

| 33. forduló 2016. április 10. 16:00 |

| Liverpool | 4 – 1               | Stoke City |
| --------- | ------------------- | ---------- |
|           | (2 – 1) Jegyzőkönyv |            |

| Anfield, Liverpool |

| 34. forduló 2016. április 17. 16:00 |

| Bournemouth | 1 – 2   | Liverpool |
| ----------- | ------- | --------- |
|             | (0 – 2) |           |

| Vitality Stadion, Bournemouth |

| 27. forduló 2016. április 20. pótolt mérkőzés |

| Liverpool | 4 – 0               | Everton |
| --------- | ------------------- | ------- |
|           | (2 – 0) Jegyzőkönyv |         |

| Anfield, Liverpool |

| 35. forduló 2016. április 23. 16:00 |

| Liverpool | 2 – 2   | Newcastle United |
| --------- | ------- | ---------------- |
|           | (2 – 0) |                  |

| Anfield, Liverpool |

| 32. forduló 2016. április 2. 17:30 (WEST) |

| Liverpool    | 1 – 1               | Tottenham Hotspur |
| ------------ | ------------------- | ----------------- |
| Coutinho 51' | (0 – 0) Jegyzőkönyv | Kane 63'          |

| Anfield, Liverpool Nézőszám: 44 062 Játékvezető: Jonathan Moss |

| 33. forduló 2016. április 10. 16:00 |

| Liverpool | 4 – 1               | Stoke City |
| --------- | ------------------- | ---------- |
|           | (2 – 1) Jegyzőkönyv |            |

| Anfield, Liverpool |

| 34. forduló 2016. április 17. 16:00 |

| Bournemouth | 1 – 2   | Liverpool |
| ----------- | ------- | --------- |
|             | (0 – 2) |           |

| Vitality Stadion, Bournemouth |

| 27. forduló 2016. április 20. pótolt mérkőzés |

| Liverpool | 4 – 0               | Everton |
| --------- | ------------------- | ------- |
|           | (2 – 0) Jegyzőkönyv |         |

| Anfield, Liverpool |

| 35. forduló 2016. április 23. 16:00 |

| Liverpool | 2 – 2   | Newcastle United |
| --------- | ------- | ---------------- |
|           | (2 – 0) |                  |

| Anfield, Liverpool |

| 36. forduló 2016. április 30. 16:00 |

| Swansea City | – | Liverpool |
| ------------ | - | --------- |
|              |   |           |

| Liberty Stadion, Swansea |

| 37. forduló 2016. május 8. 16:00 |

| Liverpool | –           | Watford |
| --------- | ----------- | ------- |
|           | Jegyzőkönyv |         |

| Anfield, Liverpool |

| 38. forduló 2016. május 15. 16:00 |

| West Bromwich Albion | –           | Liverpool |
| -------------------- | ----------- | --------- |
|                      | Jegyzőkönyv |           |

| The Hawthorns, Birmingham |

| 36. forduló 2016. április 30. 16:00 |

| Swansea City | – | Liverpool |
| ------------ | - | --------- |
|              |   |           |

| Liberty Stadion, Swansea |

| 37. forduló 2016. május 8. 16:00 |

| Liverpool | –           | Watford |
| --------- | ----------- | ------- |
|           | Jegyzőkönyv |         |

| Anfield, Liverpool |

| 38. forduló 2016. május 15. 16:00 |

| West Bromwich Albion | –           | Liverpool |
| -------------------- | ----------- | --------- |
|                      | Jegyzőkönyv |           |

| The Hawthorns, Birmingham |

#### Tabella
| #   | Csapat                  | M  | GY | D  | V  | G+ – G– | GK  | P  | Megjegyzések  |
| --- | ----------------------- | -- | -- | -- | -- | ------- | --- | -- | ------------- |
| 1.  | Leicester City (B)      | 38 | 23 | 12 | 3  | 68–36   | +32 | 81 | BL–csoportkör |
| 2.  | Arsenal                 | 38 | 20 | 11 | 7  | 65–36   | +29 | 71 | BL–csoportkör |
| 3.  | Tottenham Hotspur       | 38 | 19 | 13 | 6  | 69–35   | +34 | 70 | BL–csoportkör |
| 4.  | Manchester City         | 38 | 19 | 9  | 10 | 71–41   | +30 | 66 | BL–rájátszás  |
| 5.  | Manchester United (KGY) | 38 | 19 | 9  | 10 | 49–35   | +14 | 66 | EL-csoportkör |
| 6.  | Southampton             | 38 | 18 | 9  | 11 | 59–41   | +18 | 63 | EL-rájátszás  |
| 7.  | West Ham United         | 38 | 16 | 14 | 8  | 65–51   | +14 | 62 |               |
| 8.  | Liverpool               | 38 | 16 | 12 | 10 | 63–50   | +13 | 60 |               |
| 9.  | Stoke City              | 38 | 14 | 9  | 15 | 41–55   | −14 | 51 |               |
| 10. | Chelsea CV              | 38 | 12 | 14 | 12 | 59–53   | +6  | 50 |               |
| 11. | Everton                 | 38 | 11 | 14 | 13 | 59–55   | +4  | 47 |               |
| 12. | Swansea City            | 38 | 12 | 11 | 15 | 42–52   | −10 | 47 |               |
| 13. | Watford Ú               | 38 | 12 | 9  | 17 | 40–50   | −10 | 45 |               |
| 14. | West Bromwich Albion    | 38 | 10 | 13 | 15 | 34–48   | −14 | 43 |               |
| 15. | Crystal Palace          | 38 | 11 | 9  | 18 | 39–51   | −12 | 42 |               |
| 16. | Bournemouth Ú           | 38 | 11 | 9  | 18 | 45–67   | −22 | 42 |               |
| 17. | Sunderland              | 38 | 9  | 12 | 17 | 48–62   | −14 | 39 |               |
| 18. | Newcastle United (K)    | 38 | 9  | 10 | 19 | 44–65   | −21 | 37 | Championship  |
| 19. | Norwich City Ú (K)      | 38 | 9  | 7  | 22 | 39–67   | −28 | 34 | Championship  |
| 20. | Aston Villa (K)         | 38 | 3  | 8  | 27 | 27–76   | −49 | 17 | Championship  |

Utolsó frissítés: 2016. május 17. 
Forrás: premierleague.com 
A rangsorolás alapszabályai: 1. összpontszám, 2. egymás elleni eredmények összpontszáma, 3. gólkülönbség, 4. szerzett gólok száma.
(B): Bajnokcsapat, (K): Kieső csapat, (F): Feljutó csapat, (I): Kupainduló, (R): A rájátszás győztese, (KGY): Kupagyőztes

### FA-kupa
| 2016. január 8. 19:55 (WET) |

| Exeter City             | 2 – 2               | Liverpool              |
| ----------------------- | ------------------- | ---------------------- |
| Nichols 9' Holmes 45+1' | (2 – 1) Jegyzőkönyv | Sinclair 12' Smith 73' |

| St James Park, Exeter (Anglia) Nézőszám: 8 298 Játékvezető: Stuart Atwell |

| 2016. január 20. 20:00 (WET) újrajátszás |

| Liverpool                      | 3 – 0               | Exeter City |
| ------------------------------ | ------------------- | ----------- |
| Allen 10' Ojo 74' Teixeira 82' | (1 – 0) Jegyzőkönyv |             |

| Anfield Road, Liverpool Nézőszám: 43 292 Játékvezető: Neil Swarbrick |

| 2016. január 8. 19:55 (WET) |

| Exeter City             | 2 – 2               | Liverpool              |
| ----------------------- | ------------------- | ---------------------- |
| Nichols 9' Holmes 45+1' | (2 – 1) Jegyzőkönyv | Sinclair 12' Smith 73' |

| St James Park, Exeter (Anglia) Nézőszám: 8 298 Játékvezető: Stuart Atwell |

| 2016. január 20. 20:00 (WET) újrajátszás |

| Liverpool                      | 3 – 0               | Exeter City |
| ------------------------------ | ------------------- | ----------- |
| Allen 10' Ojo 74' Teixeira 82' | (1 – 0) Jegyzőkönyv |             |

| Anfield Road, Liverpool Nézőszám: 43 292 Játékvezető: Neil Swarbrick |

| 2016. január 30. 17:30 (WET) |

| Liverpool | 0 – 0               | West Ham United |
| --------- | ------------------- | --------------- |
|           | (0 – 0) Jegyzőkönyv |                 |

| Anfield Road, Liverpool Nézőszám: 44 006 Játékvezető: Martin Atkinson |

| 2016. február 9. 19:45 (WET) újrajátszás |

| West Ham United            | 2 – 1                 | Liverpool    |
| -------------------------- | --------------------- | ------------ |
| Antonio 45' Ogbonna 120+1' | (1 – 0, 1 – 1; 1 – 1) | Coutinho 48' |

| Boleyn Ground, London Nézőszám: 34 433 Játékvezető: Roger East |

| 2016. január 30. 17:30 (WET) |

| Liverpool | 0 – 0               | West Ham United |
| --------- | ------------------- | --------------- |
|           | (0 – 0) Jegyzőkönyv |                 |

| Anfield Road, Liverpool Nézőszám: 44 006 Játékvezető: Martin Atkinson |

| 2016. február 9. 19:45 (WET) újrajátszás |

| West Ham United            | 2 – 1                 | Liverpool    |
| -------------------------- | --------------------- | ------------ |
| Antonio 45' Ogbonna 120+1' | (1 – 0, 1 – 1; 1 – 1) | Coutinho 48' |

| Boleyn Ground, London Nézőszám: 34 433 Játékvezető: Roger East |

### Ligakupa
| 2015. szeptember 23. 21:00 (WEST) |

| Liverpool                        | 1 – 1 (h. u.)         | Carlisle United                    |
| -------------------------------- | --------------------- | ---------------------------------- |
| Ings 23'                         | (1 – 1, 1 – 1; 1 – 1) | Asamoah 35'                        |
| Büntetőpárbaj                    |                       |                                    |
| Milner Can Lallana Coutinho Ings | 3 – 2                 | Grainger Dicker Joyce McQueen Héry |

| Anfield Road, Liverpool Nézőszám: 42 518 Játékvezető: Andy Madley (angol) Asszisztensek: Steven Hudsen és Mitcheal Coy |

| 2015. szeptember 23. 21:00 (WEST) |

| Liverpool                        | 1 – 1 (h. u.)         | Carlisle United                    |
| -------------------------------- | --------------------- | ---------------------------------- |
| Ings 23'                         | (1 – 1, 1 – 1; 1 – 1) | Asamoah 35'                        |
| Büntetőpárbaj                    |                       |                                    |
| Milner Can Lallana Coutinho Ings | 3 – 2                 | Grainger Dicker Joyce McQueen Héry |

| Anfield Road, Liverpool Nézőszám: 42 518 Játékvezető: Andy Madley (angol) Asszisztensek: Steven Hudsen és Mitcheal Coy |

| 2015. október 28. 19:45 (WET) |

| Liverpool | 1 – 0   | Bournemouth |
| --------- | ------- | ----------- |
| Clyne 17' | (1 – 0) |             |

| Anfield Road, Liverpool Nézőszám: 41 948 |

| 2015. október 28. 19:45 (WET) |

| Liverpool | 1 – 0   | Bournemouth |
| --------- | ------- | ----------- |
| Clyne 17' | (1 – 0) |             |

| Anfield Road, Liverpool Nézőszám: 41 948 |

| 2015. december 2. 19:45 (WET) |

| Southampton | 1 – 6   | Liverpool                                   |
| ----------- | ------- | ------------------------------------------- |
| Mané 1'     | (1 – 3) | Sturridge 25' 29' Origi 45' 68' 86' Ibe 73' |

| St. Mary’s Stadium, Southampton Nézőszám: 31 592 |

| 2015. december 2. 19:45 (WET) |

| Southampton | 1 – 6   | Liverpool                                   |
| ----------- | ------- | ------------------------------------------- |
| Mané 1'     | (1 – 3) | Sturridge 25' 29' Origi 45' 68' 86' Ibe 73' |

| St. Mary’s Stadium, Southampton Nézőszám: 31 592 |

| 2016. január 5. 20:00 (WET) |

| Stoke City | 0 – 1   | Liverpool |
| ---------- | ------- | --------- |
|            | (0 – 1) | Ibe 37'   |

| Britannia Stadion, Stoke-on-Trent Nézőszám: 27 369 Játékvezető: Anthony Taylor |

| 2016. január 26. 19:45 (WET) |

| Liverpool                                      | 0 – 1 (h. u.)         | Stoke City                                               |
| ---------------------------------------------- | --------------------- | -------------------------------------------------------- |
|                                                | (0 – 1, 0 – 1; 0 – 1) | Arnautović 45+1'                                         |
| Büntetőpárbaj                                  |                       |                                                          |
| Lallana Can Benteke Firmino Milner Lucas Allen | 6 – 5                 | Walters Crouch Whelan Afellay Shaqiri van Ginkel Muniesa |

| Anfield Road, Liverpool Nézőszám: 43 091 Játékvezető: Jonathan Moss |

| 2016. január 5. 20:00 (WET) |

| Stoke City | 0 – 1   | Liverpool |
| ---------- | ------- | --------- |
|            | (0 – 1) | Ibe 37'   |

| Britannia Stadion, Stoke-on-Trent Nézőszám: 27 369 Játékvezető: Anthony Taylor |

| 2016. január 26. 19:45 (WET) |

| Liverpool                                      | 0 – 1 (h. u.)         | Stoke City                                               |
| ---------------------------------------------- | --------------------- | -------------------------------------------------------- |
|                                                | (0 – 1, 0 – 1; 0 – 1) | Arnautović 45+1'                                         |
| Büntetőpárbaj                                  |                       |                                                          |
| Lallana Can Benteke Firmino Milner Lucas Allen | 6 – 5                 | Walters Crouch Whelan Afellay Shaqiri van Ginkel Muniesa |

| Anfield Road, Liverpool Nézőszám: 43 091 Játékvezető: Jonathan Moss |

| 2016. február 28. 16:30 (WET) |

| Liverpool                  | 1 – 1 (h. u.)         | Manchester City                   |
| -------------------------- | --------------------- | --------------------------------- |
| Coutinho 83'               | (0 – 0, 1 – 1; 1 – 1) | Fernandinho 49'                   |
| Büntetőpárbaj              |                       |                                   |
| Can Lucas Coutinho Lallana | 1 – 3                 | Fernandinho Navas Agüero Y. Touré |

| Wembley, London Nézőszám: 86 206 Játékvezető: Michael Oliver |

| 2016. február 28. 16:30 (WET) |

| Liverpool                  | 1 – 1 (h. u.)         | Manchester City                   |
| -------------------------- | --------------------- | --------------------------------- |
| Coutinho 83'               | (0 – 0, 1 – 1; 1 – 1) | Fernandinho 49'                   |
| Büntetőpárbaj              |                       |                                   |
| Can Lucas Coutinho Lallana | 1 – 3                 | Fernandinho Navas Agüero Y. Touré |

| Wembley, London Nézőszám: 86 206 Játékvezető: Michael Oliver |

### Európa-liga
A csoportokban a csapatok körmérkőzéses, oda-visszavágós rendszerben mérkőznek meg egymással. A csoportok első két helyén végző csapata az egyenes kieséses szakaszba jut, a harmadik és negyedik helyezettek kiesnek. A csoportokat 2015. augusztus 28-án sorsolták Monacóban.
A Liverpool FC a sorsolást a második kalapból várta. Ellenfelei a következők lettek: az orosz FK Rubin Kazany, a francia FC Girondins de Bordeaux és a svájci FC Sion. A csoportmeccseket 2015. szeptember 17. és december 10. között rendezték meg.
| 1. mérkőzés 2015. szeptember 17. 19:00 (CEST) |

| Bordeaux   | 1 – 1               | Liverpool   |
| ---------- | ------------------- | ----------- |
| Jussiê 81' | (0 – 0) Jegyzőkönyv | Lallana 65' |

| Nouveau Stade de Bordeaux, Bordeaux Játékvezető: Alberto Undiano Mallenco (spanyol) |

| 2. mérkőzés 2015. október 1. 20:05 (WEST) |

| Liverpool  | 1 – 1               | Sion         |
| ---------- | ------------------- | ------------ |
| Lallana 4' | (1 – 1) Jegyzőkönyv | Assifuah 17' |

| Anfield, Liverpool Játékvezető: Slavko Vinčić (szlovén) |

| 3. mérkőzés 2015. október 22. 20:05 (WEST) |

| Liverpool | 1 – 1               | Rubin Kazany              |
| --------- | ------------------- | ------------------------- |
| Can 37'   | (1 – 1) Jegyzőkönyv | Dević 15' Kuzmin 19′, 36′ |

| Anfield, Liverpool Játékvezető: Robert Schörgenhofer (osztrák) |

| 4. mérkőzés 2015. november 5. 21:00 (MSK) |

| Rubin Kazany | 0 – 1               | Liverpool |
| ------------ | ------------------- | --------- |
|              | (0 – 1) Jegyzőkönyv | Ibe 52'   |

| Központi Stadion, Kazany Játékvezető: Kevin Blom (holland) |

| 5. mérkőzés 2015. november 26. 20:05 (WET) |

| Liverpool                           | 2 – 1               | Bordeaux   |
| ----------------------------------- | ------------------- | ---------- |
| Milner 38' (11-esből) Benteke 45+1' | (2 – 1) Jegyzőkönyv | Saivet 33' |

| Anfield, Liverpool Játékvezető: Álón Jefet (izraeli) |

| 6. mérkőzés 2015. december 10. 19:00 (CET) |

| Sion | 0 – 0               | Liverpool |
| ---- | ------------------- | --------- |
|      | (0 – 0) Jegyzőkönyv |           |

| Stade Tourbillon, Sion Játékvezető: Mikhálisz Kukulákisz (görög) |

| Csapat       | M | Gy | D | V | G+ | G– | Gk | P  |
| ------------ | - | -- | - | - | -- | -- | -- | -- |
| Liverpool    | 6 | 2  | 4 | 0 | 6  | 4  | +2 | 10 |
| Sion         | 6 | 2  | 3 | 1 | 5  | 5  | 0  | 9  |
| Rubin Kazany | 6 | 1  | 3 | 2 | 6  | 6  | 0  | 6  |
| Bordeaux     | 6 | 0  | 4 | 2 | 5  | 7  | –2 | 4  |

| 1. mérkőzés 2015. szeptember 17. 19:00 (CEST) |

| Bordeaux   | 1 – 1               | Liverpool   |
| ---------- | ------------------- | ----------- |
| Jussiê 81' | (0 – 0) Jegyzőkönyv | Lallana 65' |

| Nouveau Stade de Bordeaux, Bordeaux Játékvezető: Alberto Undiano Mallenco (spanyol) |

| 2. mérkőzés 2015. október 1. 20:05 (WEST) |

| Liverpool  | 1 – 1               | Sion         |
| ---------- | ------------------- | ------------ |
| Lallana 4' | (1 – 1) Jegyzőkönyv | Assifuah 17' |

| Anfield, Liverpool Játékvezető: Slavko Vinčić (szlovén) |

| 3. mérkőzés 2015. október 22. 20:05 (WEST) |

| Liverpool | 1 – 1               | Rubin Kazany              |
| --------- | ------------------- | ------------------------- |
| Can 37'   | (1 – 1) Jegyzőkönyv | Dević 15' Kuzmin 19′, 36′ |

| Anfield, Liverpool Játékvezető: Robert Schörgenhofer (osztrák) |

| 4. mérkőzés 2015. november 5. 21:00 (MSK) |

| Rubin Kazany | 0 – 1               | Liverpool |
| ------------ | ------------------- | --------- |
|              | (0 – 1) Jegyzőkönyv | Ibe 52'   |

| Központi Stadion, Kazany Játékvezető: Kevin Blom (holland) |

| 5. mérkőzés 2015. november 26. 20:05 (WET) |

| Liverpool                           | 2 – 1               | Bordeaux   |
| ----------------------------------- | ------------------- | ---------- |
| Milner 38' (11-esből) Benteke 45+1' | (2 – 1) Jegyzőkönyv | Saivet 33' |

| Anfield, Liverpool Játékvezető: Álón Jefet (izraeli) |

| 6. mérkőzés 2015. december 10. 19:00 (CET) |

| Sion | 0 – 0               | Liverpool |
| ---- | ------------------- | --------- |
|      | (0 – 0) Jegyzőkönyv |           |

| Stade Tourbillon, Sion Játékvezető: Mikhálisz Kukulákisz (görög) |

| Csapat       | M | Gy | D | V | G+ | G– | Gk | P  |
| ------------ | - | -- | - | - | -- | -- | -- | -- |
| Liverpool    | 6 | 2  | 4 | 0 | 6  | 4  | +2 | 10 |
| Sion         | 6 | 2  | 3 | 1 | 5  | 5  | 0  | 9  |
| Rubin Kazany | 6 | 1  | 3 | 2 | 6  | 6  | 0  | 6  |
| Bordeaux     | 6 | 0  | 4 | 2 | 5  | 7  | –2 | 4  |

| 1. mérkőzés 2016. február 18. 21:05 (CET) |

| Augsburg | 0 – 0               | Liverpool |
| -------- | ------------------- | --------- |
|          | (0 – 0) Jegyzőkönyv |           |

| WWK ARENA, Augsburg (Németország) Játékvezető: David Fernández Borbalán (spanyol) |

| 2. mérkőzés 2016. február 25. 18:00 (WET) |

| Liverpool            | 1 – 0               | Augsburg |
| -------------------- | ------------------- | -------- |
| Milner 5' (11-esből) | (1 – 0) Jegyzőkönyv |          |

| Anfield, Liverpool (Anglia) Játékvezető: Clément Turpin (Francia labdarúgó-szövetség) |

| 1. mérkőzés 2016. február 18. 21:05 (CET) |

| Augsburg | 0 – 0               | Liverpool |
| -------- | ------------------- | --------- |
|          | (0 – 0) Jegyzőkönyv |           |

| WWK ARENA, Augsburg (Németország) Játékvezető: David Fernández Borbalán (spanyol) |

| 2. mérkőzés 2016. február 25. 18:00 (WET) |

| Liverpool            | 1 – 0               | Augsburg |
| -------------------- | ------------------- | -------- |
| Milner 5' (11-esből) | (1 – 0) Jegyzőkönyv |          |

| Anfield, Liverpool (Anglia) Játékvezető: Clément Turpin (Francia labdarúgó-szövetség) |

| 1. mérkőzés 2016. március 10. 20:05 (WET) |

| Liverpool                            | 2 – 0               | Manchester United |
| ------------------------------------ | ------------------- | ----------------- |
| Sturridge 20' (11-esből) Firmino 73' | (1 – 0) Jegyzőkönyv |                   |

| Anfield, Liverpool (Anglia) Játékvezető: Carlos Velasco Carballo (spanyol) |

| 2. mérkőzés 2016. március 17. 20:05 (WET) |

| Manchester United      | 1 – 1               | Liverpool    |
| ---------------------- | ------------------- | ------------ |
| Martial 32' (11-esből) | (1 – 1) Jegyzőkönyv | Coutinho 45' |

| Old Trafford, Manchester (Anglia) Játékvezető: Milorad Mažić (szerb) |

| 1. mérkőzés 2016. március 10. 20:05 (WET) |

| Liverpool                            | 2 – 0               | Manchester United |
| ------------------------------------ | ------------------- | ----------------- |
| Sturridge 20' (11-esből) Firmino 73' | (1 – 0) Jegyzőkönyv |                   |

| Anfield, Liverpool (Anglia) Játékvezető: Carlos Velasco Carballo (spanyol) |

| 2. mérkőzés 2016. március 17. 20:05 (WET) |

| Manchester United      | 1 – 1               | Liverpool    |
| ---------------------- | ------------------- | ------------ |
| Martial 32' (11-esből) | (1 – 1) Jegyzőkönyv | Coutinho 45' |

| Old Trafford, Manchester (Anglia) Játékvezető: Milorad Mažić (szerb) |

| 1. mérkőzés 2016. április 7. 21:05 (CET) |

| Borussia Dortmund | 1 – 1   | Liverpool |
| ----------------- | ------- | --------- |
|                   | (0 – 1) |           |

| Signal Iduna Park, Dortmund (Németország) |

| 2. mérkőzés 2016. április 14. 20:05 (WET) |

| Liverpool | 4 – 3   | Borussia Dortmund |
| --------- | ------- | ----------------- |
|           | (0 – 2) |                   |

| Anfield, Liverpool (Anglia) |

| 1. mérkőzés 2016. április 7. 21:05 (CET) |

| Borussia Dortmund | 1 – 1   | Liverpool |
| ----------------- | ------- | --------- |
|                   | (0 – 1) |           |

| Signal Iduna Park, Dortmund (Németország) |

| 2. mérkőzés 2016. április 14. 20:05 (WET) |

| Liverpool | 4 – 3   | Borussia Dortmund |
| --------- | ------- | ----------------- |
|           | (0 – 2) |                   |

| Anfield, Liverpool (Anglia) |

| 1. mérkőzés 2016. április 28. 21:05 (CET) |

| Villarreal | 1 – 0   | Liverpool |
| ---------- | ------- | --------- |
|            | (0 – 0) |           |

| Estadio El Madrigal, Vila-real (Spanyolország) |

| 2. mérkőzés 2016. május 5. 20:05 (WET) |

| Liverpool | 3 – 0   | Villarreal |
| --------- | ------- | ---------- |
|           | (1 – 0) |            |

| Anfield, Liverpool (Anglia) |

| 1. mérkőzés 2016. április 28. 21:05 (CET) |

| Villarreal | 1 – 0   | Liverpool |
| ---------- | ------- | --------- |
|            | (0 – 0) |           |

| Estadio El Madrigal, Vila-real (Spanyolország) |

| 2. mérkőzés 2016. május 5. 20:05 (WET) |

| Liverpool | 3 – 0   | Villarreal |
| --------- | ------- | ---------- |
|           | (1 – 0) |            |

| Anfield, Liverpool (Anglia) |

| 2016. május 18. 20:45 (CET) |

| Liverpool | 1 – 3   | Sevilla |
| --------- | ------- | ------- |
|           | (1 – 0) |         |

| St. Jakob-Park, Bázel (Svájc) |

| 2016. május 18. 20:45 (CET) |

| Liverpool | 1 – 3   | Sevilla |
| --------- | ------- | ------- |
|           | (1 – 0) |         |

| St. Jakob-Park, Bázel (Svájc) |

| 1. mérkőzés 2016. február 18. 21:05 (CET) |

| Augsburg | 0 – 0               | Liverpool |
| -------- | ------------------- | --------- |
|          | (0 – 0) Jegyzőkönyv |           |

| WWK ARENA, Augsburg (Németország) Játékvezető: David Fernández Borbalán (spanyol) |

| 2. mérkőzés 2016. február 25. 18:00 (WET) |

| Liverpool            | 1 – 0               | Augsburg |
| -------------------- | ------------------- | -------- |
| Milner 5' (11-esből) | (1 – 0) Jegyzőkönyv |          |

| Anfield, Liverpool (Anglia) Játékvezető: Clément Turpin (Francia labdarúgó-szövetség) |

| 1. mérkőzés 2016. február 18. 21:05 (CET) |

| Augsburg | 0 – 0               | Liverpool |
| -------- | ------------------- | --------- |
|          | (0 – 0) Jegyzőkönyv |           |

| WWK ARENA, Augsburg (Németország) Játékvezető: David Fernández Borbalán (spanyol) |

| 2. mérkőzés 2016. február 25. 18:00 (WET) |

| Liverpool            | 1 – 0               | Augsburg |
| -------------------- | ------------------- | -------- |
| Milner 5' (11-esből) | (1 – 0) Jegyzőkönyv |          |

| Anfield, Liverpool (Anglia) Játékvezető: Clément Turpin (Francia labdarúgó-szövetség) |

| 1. mérkőzés 2016. március 10. 20:05 (WET) |

| Liverpool                            | 2 – 0               | Manchester United |
| ------------------------------------ | ------------------- | ----------------- |
| Sturridge 20' (11-esből) Firmino 73' | (1 – 0) Jegyzőkönyv |                   |

| Anfield, Liverpool (Anglia) Játékvezető: Carlos Velasco Carballo (spanyol) |

| 2. mérkőzés 2016. március 17. 20:05 (WET) |

| Manchester United      | 1 – 1               | Liverpool    |
| ---------------------- | ------------------- | ------------ |
| Martial 32' (11-esből) | (1 – 1) Jegyzőkönyv | Coutinho 45' |

| Old Trafford, Manchester (Anglia) Játékvezető: Milorad Mažić (szerb) |

| 1. mérkőzés 2016. március 10. 20:05 (WET) |

| Liverpool                            | 2 – 0               | Manchester United |
| ------------------------------------ | ------------------- | ----------------- |
| Sturridge 20' (11-esből) Firmino 73' | (1 – 0) Jegyzőkönyv |                   |

| Anfield, Liverpool (Anglia) Játékvezető: Carlos Velasco Carballo (spanyol) |

| 2. mérkőzés 2016. március 17. 20:05 (WET) |

| Manchester United      | 1 – 1               | Liverpool    |
| ---------------------- | ------------------- | ------------ |
| Martial 32' (11-esből) | (1 – 1) Jegyzőkönyv | Coutinho 45' |

| Old Trafford, Manchester (Anglia) Játékvezető: Milorad Mažić (szerb) |

| 1. mérkőzés 2016. április 7. 21:05 (CET) |

| Borussia Dortmund | 1 – 1   | Liverpool |
| ----------------- | ------- | --------- |
|                   | (0 – 1) |           |

| Signal Iduna Park, Dortmund (Németország) |

| 2. mérkőzés 2016. április 14. 20:05 (WET) |

| Liverpool | 4 – 3   | Borussia Dortmund |
| --------- | ------- | ----------------- |
|           | (0 – 2) |                   |

| Anfield, Liverpool (Anglia) |

| 1. mérkőzés 2016. április 7. 21:05 (CET) |

| Borussia Dortmund | 1 – 1   | Liverpool |
| ----------------- | ------- | --------- |
|                   | (0 – 1) |           |

| Signal Iduna Park, Dortmund (Németország) |

| 2. mérkőzés 2016. április 14. 20:05 (WET) |

| Liverpool | 4 – 3   | Borussia Dortmund |
| --------- | ------- | ----------------- |
|           | (0 – 2) |                   |

| Anfield, Liverpool (Anglia) |

| 1. mérkőzés 2016. április 28. 21:05 (CET) |

| Villarreal | 1 – 0   | Liverpool |
| ---------- | ------- | --------- |
|            | (0 – 0) |           |

| Estadio El Madrigal, Vila-real (Spanyolország) |

| 2. mérkőzés 2016. május 5. 20:05 (WET) |

| Liverpool | 3 – 0   | Villarreal |
| --------- | ------- | ---------- |
|           | (1 – 0) |            |

| Anfield, Liverpool (Anglia) |

| 1. mérkőzés 2016. április 28. 21:05 (CET) |

| Villarreal | 1 – 0   | Liverpool |
| ---------- | ------- | --------- |
|            | (0 – 0) |           |

| Estadio El Madrigal, Vila-real (Spanyolország) |

| 2. mérkőzés 2016. május 5. 20:05 (WET) |

| Liverpool | 3 – 0   | Villarreal |
| --------- | ------- | ---------- |
|           | (1 – 0) |            |

| Anfield, Liverpool (Anglia) |

| 2016. május 18. 20:45 (CET) |

| Liverpool | 1 – 3   | Sevilla |
| --------- | ------- | ------- |
|           | (1 – 0) |         |

| St. Jakob-Park, Bázel (Svájc) |

| 2016. május 18. 20:45 (CET) |

| Liverpool | 1 – 3   | Sevilla |
| --------- | ------- | ------- |
|           | (1 – 0) |         |

| St. Jakob-Park, Bázel (Svájc) |

## Statisztikák
Utolsó elszámolt mérkőzés dátuma: 2016. május 18. (játékosok statisztikái: 2016. április 2.)

### Kiírások
| Premier League | 38 | 16 | 12 | 10 | 63–50 | +13 | —          | 8.     | 2015.08.09. | 2016.05.15. |
| FA-kupa        | 4  | 1  | 2  | 1  | 6–4   | +2  | 3. kör     | 4. kör | 2016.01.08. | 2016.02.09. |
| Ligakupa       | 6  | 3  | 2  | 1  | 10–4  | +6  | 3. kör     | döntős | 2015.09.23. | 2016.02.28. |
| Európa-liga    | 15 | 6  | 7  | 2  | 19–13 | +6  | csoportkör | döntős | 2015.09.17. | 2016.05.18. |

### Bajnoki helyezések fordulónként
| Forduló  | 1.  | 2.  | 3.  | 4.  | 5.  | 6.  | 7.  | 8.  | 9.  | 10. | 11. | 12. | 13. | 14. | 15. | 16. | 17. | 18. | 19. |
| -------- | --- | --- | --- | --- | --- | --- | --- | --- | --- | --- | --- | --- | --- | --- | --- | --- | --- | --- | --- |
| Helyszín | I   | O   | I   | O   | I   | O   | O   | I   | I   | O   | I   | O   | I   | O   | I   | O   | I   | O   | I   |
| Eredmény | GY  | GY  | D   | V   | V   | D   | GY  | D   | D   | D   | GY  | V   | GY  | GY  | V   | D   | V   | GY  | GY  |
| Helyezés | 6.  | 3.  | 3.  | 7.  | 10. | 13. | 9.  | 10. | 10. | 9.  | 8.  | 10. | 9.  | 6.  | 8.  | 9.  | 9.  | 8.  | 7.  |
| Forduló  | 20. | 21. | 22. | 23. | 24. | 25. | 26. | 27. | 28. | 29. | 30. | 31. | 32. | 33. | 34. | 35. | 36. | 37. | 38. |
| Helyszín | I   | O   | O   | I   | I   | O   | I   | O   | I   | I   | O   | O   | I   | O   | O   | I   | O   | O   | I   |
| Eredmény | V   | D   | V   | GY  | V   | D   | GY  | GY  | GY  | V   | D   | GY  | GY  | GY  | D   | V   | GY  | D   | D   |
| Helyezés | 8.  | 9.  | 9.  | 7.  | 8.  | 9.  | 8.  | 7.  | 7.  | 7.  | 7.  | 7.  | 7.  | 6.  | 7.  | 7.  | 7.  | 8.  | 8.  |

Magyarázat
- GY: győzelem, D: döntetlen, V: vereség

### Szerzett bajnoki pontok ellenfelenként
Az alábbi táblázatban láthatóak a Liverpool megszerzett pontjai, ellenfelenként bontva.
| Ellenfél          | Eredmény | Eredmény  | Pont |
| Ellenfél          | Otthon   | Idegenben | Pont |
| ----------------- | -------- | --------- | ---- |
| Arsenal           | 3 – 3    | 0 – 0     | 2    |
| Aston Villa       | 3 – 2    | 0 – 6     | 6    |
| Bournemouth       | 1 – 0    | 1 – 2     | 6    |
| Chelsea           | 1 – 1    | 1 – 3     | 4    |
| Crystal Palace    | 1 – 2    | 1 – 2     | 3    |
| Everton           | 4 – 0    | 1 – 1     | 4    |
| Leicester City    | 1 – 0    | 2 – 0     | 3    |
| Manchester City   | 3 – 0    | 1 – 4     | 6    |
| Manchester United | 0 – 1    | 3 – 1     | 0    |
| Newcastle United  | 2 – 2    | 2 – 0     | 1    |
| Norwich City      | 1 – 1    | 4 – 5     | 4    |
| Southampton       | 1 – 1    | 3 – 2     | 1    |
| Stoke City        | 4 – 1    | 0 – 1     | 6    |
| Sunderland        | 2 – 2    | 0 – 1     | 4    |
| Swansea           | 1 – 0    | 3 – 1     | 3    |
| Tottenham Hotspur | 1 – 1    | 0 – 0     | 2    |
| Watford           | 2 – 0    | 3 – 0     | 3    |
| West Bromwich     | 2 – 2    | 1 – 1     | 2    |
| West Ham          | 0 – 3    | 2 – 0     | 0    |

### Kezdő tizenegy
Csak a tétmérkőzések statisztikái alapján:
| #  | N.            | P. | Játékos           | Kezdő | Egyéb kezdőjátékosok                                           |
| -- | ------------- | -- | ----------------- | ----- | -------------------------------------------------------------- |
| 22 | Belgium       | K  | Simon Mignolet    | 45    | Bogdán Ádám: 5                                                 |
| 18 | Spanyolország | V  | Alberto Moreno    | 35    | Joe Gomez: 6 Connor Randall: 4                                 |
| 6  | Horvátország  | V  | Dejan Lovren      | 28    | Martin Škrtel: 20 José Enrique: 2                              |
| 17 | Franciaország | V  | Mamadou Sakho     | 29    | Kolo Touré: 13 Tiago Ilori: 3 Steven Caulker: 1                |
| 2  | Anglia        | V  | Nathaniel Clyne   | 44    | Brad Smith: 5 Jon Flanagan: 5                                  |
| 7  | Anglia        | KP | James Milner      | 34    | João Carlos Teixeira: 5 Jordan Rossiter: 2 Pedro Chirivella: 1 |
| 10 | Brazília      | KP | Philippe Coutinho | 29    | Jordan Henderson: 22 Danny Ings: 5                             |
| 21 | Brazília      | KP | Lucas Leiva       | 24    | Joe Allen: 13 Ryan Kent: 1                                     |
| 23 | Németország   | KP | Emre Can          | 41    | Cameron Brannagan: 4 Kevin Stewart: 4                          |
| 20 | Anglia        | KP | Adam Lallana      | 30    | Jordon Ibe: 16 Divock Origi: 12 Jerome Sinclair: 1             |
| 11 | Brazília      | CS | Roberto Firmino   | 31    | Christian Benteke: 18 Daniel Sturridge: 12                     |

### Pályára lépések
A szezon 50 tétmérkőzésén összesen 37 játékos lépett pályára a Liverpool színeiben.
| #  | Nemz.            | Poszt | Játékos              | PL | FA-kupa | Ligakupa | EL | Összesen |
| -- | ---------------- | ----- | -------------------- | -- | ------- | -------- | -- | -------- |
| 22 | Belgium          | K     | Simon Mignolet       | 29 | 3       | 3        | 10 | 45       |
| 2  | Anglia           | V     | Nathaniel Clyne      | 29 | 1       | 4        | 10 | 44       |
| 23 | Németország      | KP    | Emre Can             | 29 | 0       | 5        | 10 | 44       |
| 18 | Spanyolország    | V     | Alberto Moreno       | 27 | 0       | 5        | 8  | 40       |
| 11 | Brazília         | KP    | Roberto Firmino      | 25 | 0       | 5        | 8  | 38       |
| 20 | Anglia           | KP    | Adam Lallana         | 25 | 0       | 6        | 8  | 39       |
| 7  | Anglia           | V     | James Milner         | 24 | 1       | 4        | 7  | 36       |
| 9  | Belgium          | CS    | Christian Benteke    | 25 | 4       | 2        | 4  | 35       |
| 33 | Anglia           | KP    | Jordon Ibe           | 22 | 3       | 5        | 5  | 35       |
| 10 | Brazília         | KP    | Philippe Coutinho    | 21 | 1       | 3        | 8  | 33       |
| 21 | Brazília         | KP    | Lucas Leiva          | 20 | 1       | 5        | 4  | 30       |
| 6  | Horvátország     | V     | Dejan Lovren         | 20 | 1       | 4        | 5  | 30       |
| 17 | Franciaország    | V     | Mamadou Sakho        | 20 | 0       | 2        | 8  | 30       |
| 27 | Belgium          | CS    | Divock Origi         | 13 | 1       | 4        | 9  | 27       |
| 24 | Wales            | KP    | Joe Allen            | 12 | 2       | 5        | 6  | 25       |
| 14 | Anglia           | KP    | Jordan Henderson     | 16 | 0       | 3        | 5  | 24       |
| 37 | Szlovákia        | V     | Martin Škrtel        | 18 | 0       | 3        | 2  | 23       |
| 4  | Elefántcsontpart | V     | Kolo Touré           | 10 | 0       | 4        | 5  | 19       |
| 15 | Anglia           | CS    | Daniel Sturridge     | 8  | 1       | 2        | 4  | 15       |
| 28 | Anglia           | CS    | Danny Ings           | 5  | 0       | 1        | 2  | 8        |
| 12 | Anglia           | V     | Joe Gomez            | 6  | 0       | 0        | 1  | 7        |
| 44 | Anglia           | V     | Brad Smith           | 1  | 4       | 1        | 1  | 7        |
| 53 | Portugália       | KP    | João Carlos Teixeira | 1  | 4       | 1        | 1  | 7        |
| 32 | Anglia           | KP    | Cameron Brannagan    | 0  | 3       | 1        | 2  | 6        |
| 38 | Anglia           | V     | Jon Flanagan         | 3  | 2       | 1        | 0  | 6        |
| 34 | Magyarország     | K     | Bogdán Ádám          | 1  | 1       | 3        | 0  | 5        |
| 35 | Anglia           | V     | Kevin Stewart        | 1  | 4       | 0        | 0  | 5        |
| 19 | Anglia           | V     | Steven Caulker       | 3  | 1       | 0        | 0  | 4        |
| 46 | Anglia           | KP    | Jordan Rossiter      | 1  | 0       | 0        | 3  | 4        |
| 54 | Anglia           | KP    | Sheyi Ojo            | 1  | 3       | 0        | 0  | 4        |
| 56 | Anglia           | KP    | Connor Randall       | 0  | 2       | 2        | 0  | 4        |
| 68 | Spanyolország    | KP    | Pedro Chirivella     | 0  | 3       | 0        | 1  | 4        |
| 3  | Spanyolország    | V     | José Enrique         | 0  | 3       | 0        | 0  | 3        |
| 26 | Portugália       | V     | Tiago Ilori          | 0  | 3       | 0        | 0  | 3        |
| 48 | Anglia           | CS    | Jerome Sinclair      | 0  | 2       | 0        | 0  | 2        |
| 40 | Anglia           | KP    | Ryan Kent            | 0  | 1       | 0        | 0  | 1        |
| 57 | Anglia           | V     | Joe Maguire          | 0  | 1       | 0        | 0  | 1        |

### Gólok
A szezon 50 tétmérkőzésén 19 játékos összesen 71 gólt szerzett, az ellenfelek öngóljaival együtt pedig 72-t.
| #                   | Nemz.               | Poszt               | Játékos              | PL | FA-kupa | Ligakupa | EL | Összesen |
| ------------------- | ------------------- | ------------------- | -------------------- | -- | ------- | -------- | -- | -------- |
| 10                  | Brazília            | KP                  | Philippe Coutinho    | 7  | 1       | 1        | 1  | 10       |
| 11                  | Brazília            | KP                  | Roberto Firmino      | 8  | 0       | 0        | 1  | 9        |
| 9                   | Belgium             | CS                  | Christian Benteke    | 7  | 0       | 0        | 1  | 8        |
| 7                   | Anglia              | KP                  | James Milner         | 5  | 0       | 0        | 2  | 7        |
| 15                  | Anglia              | CS                  | Daniel Sturridge     | 4  | 0       | 2        | 1  | 7        |
| 20                  | Anglia              | KP                  | Adam Lallana         | 3  | 0       | 0        | 2  | 5        |
| 27                  | Belgium             | CS                  | Divock Origi         | 2  | 0       | 3        | 0  | 5        |
| 28                  | Anglia              | CS                  | Danny Ings           | 2  | 0       | 1        | 0  | 3        |
| 33                  | Anglia              | KP                  | Jordon Ibe           | 0  | 0       | 2        | 1  | 3        |
| 2                   | Anglia              | V                   | Nathaniel Clyne      | 1  | 0       | 1        | 0  | 2        |
| 14                  | Anglia              | KP                  | Jordan Henderson     | 2  | 0       | 0        | 0  | 2        |
| 23                  | Németország         | KP                  | Emre Can             | 1  | 0       | 0        | 1  | 2        |
| 24                  | Wales               | KP                  | Joe Allen            | 1  | 1       | 0        | 0  | 2        |
| 4                   | Elefántcsontpart    | V                   | Kolo Touré           | 1  | 0       | 0        | 0  | 1        |
| 37                  | Szlovákia           | V                   | Martin Škrtel        | 1  | 0       | 0        | 0  | 1        |
| 44                  | Anglia              | V                   | Brad Smith           | 0  | 1       | 0        | 0  | 1        |
| 48                  | Anglia              | CS                  | Jerome Sinclair      | 0  | 1       | 0        | 0  | 1        |
| 53                  | Portugália          | KP                  | João Carlos Teixeira | 0  | 1       | 0        | 0  | 1        |
| 54                  | Anglia              | KP                  | Sheyi Ojo            | 0  | 1       | 0        | 0  | 1        |
| Ellenfelek öngóljai | Ellenfelek öngóljai | Ellenfelek öngóljai | Ellenfelek öngóljai  | 1  | 0       | 0        | 0  | 1        |
| Összesen            | Összesen            | Összesen            | Összesen             | 46 | 6       | 10       | 10 | 72       |

### Lapok
A szezon 50 tétmérkőzésén 23 játékos összesen 87 lapot kapott.
| #        | Nemz.            | Poszt    | Játékos           | PL        | PL                                   | PL        | FA-kupa   | FA-kupa                              | FA-kupa   | Ligakupa  | Ligakupa                             | Ligakupa  | EL        | EL                                   | EL        | Összesen  | Összesen                             | Összesen  |
| #        | Nemz.            | Poszt    | Játékos           | Sárga lap | sárga lap · 2. sárga lap · kiállítva | kiállítva | Sárga lap | sárga lap · 2. sárga lap · kiállítva | kiállítva | Sárga lap | sárga lap · 2. sárga lap · kiállítva | kiállítva | Sárga lap | sárga lap · 2. sárga lap · kiállítva | kiállítva | Sárga lap | sárga lap · 2. sárga lap · kiállítva | kiállítva |
| -------- | ---------------- | -------- | ----------------- | --------- | ------------------------------------ | --------- | --------- | ------------------------------------ | --------- | --------- | ------------------------------------ | --------- | --------- | ------------------------------------ | --------- | --------- | ------------------------------------ | --------- |
| 21       | Brazília         | KP       | Lucas Leiva       | 8         | 0                                    | 0         | 0         | 0                                    | 0         | 0         | 0                                    | 0         | 1         | 0                                    | 0         | 9         | 0                                    | 0         |
| 23       | Németország      | KP       | Emre Can          | 8         | 0                                    | 0         | 0         | 0                                    | 0         | 2         | 0                                    | 0         | 0         | 0                                    | 0         | 10        | 0                                    | 0         |
| 2        | Anglia           | V        | Nathaniel Clyne   | 5         | 0                                    | 0         | 0         | 0                                    | 0         | 1         | 0                                    | 0         | 2         | 0                                    | 0         | 8         | 0                                    | 0         |
| 7        | Anglia           | KP       | James Milner      | 5         | 1                                    | 0         | 0         | 0                                    | 0         | 0         | 0                                    | 0         | 0         | 0                                    | 0         | 5         | 1                                    | 0         |
| 18       | Spanyolország    | V        | Alberto Moreno    | 3         | 0                                    | 0         | 0         | 0                                    | 0         | 1         | 0                                    | 0         | 2         | 0                                    | 0         | 6         | 0                                    | 0         |
| 10       | Brazília         | KP       | Philippe Coutinho | 2         | 1                                    | 0         | 0         | 0                                    | 0         | 1         | 0                                    | 0         | 2         | 0                                    | 0         | 5         | 1                                    | 0         |
| 6        | Horvátország     | V        | Dejan Lovren      | 2         | 0                                    | 0         | 1         | 0                                    | 0         | 0         | 0                                    | 0         | 2         | 0                                    | 0         | 5         | 0                                    | 0         |
| 37       | Szlovákia        | V        | Martin Škrtel     | 4         | 0                                    | 0         | 0         | 0                                    | 0         | 0         | 0                                    | 0         | 1         | 0                                    | 0         | 5         | 0                                    | 0         |
| 9        | Belgium          | CS       | Christian Benteke | 2         | 0                                    | 0         | 0         | 0                                    | 0         | 0         | 0                                    | 0         | 1         | 0                                    | 0         | 3         | 0                                    | 0         |
| 11       | Brazília         | KP       | Roberto Firmino   | 1         | 0                                    | 0         | 0         | 0                                    | 0         | 0         | 0                                    | 0         | 2         | 0                                    | 0         | 3         | 0                                    | 0         |
| 12       | Anglia           | V        | Joe Gomez         | 3         | 0                                    | 0         | 0         | 0                                    | 0         | 0         | 0                                    | 0         | 0         | 0                                    | 0         | 3         | 0                                    | 0         |
| 20       | Anglia           | KP       | Adam Lallana      | 2         | 0                                    | 0         | 0         | 0                                    | 0         | 1         | 0                                    | 0         | 0         | 0                                    | 0         | 3         | 0                                    | 0         |
| 22       | Belgium          | K        | Simon Mignolet    | 2         | 0                                    | 0         | 0         | 0                                    | 0         | 1         | 0                                    | 0         | 0         | 0                                    | 0         | 3         | 0                                    | 0         |
| 24       | Wales            | KP       | Joe Allen         | 0         | 0                                    | 0         | 0         | 0                                    | 0         | 2         | 0                                    | 0         | 1         | 0                                    | 0         | 3         | 0                                    | 0         |
| 14       | Anglia           | KP       | Jordan Henderson  | 1         | 0                                    | 0         | 0         | 0                                    | 0         | 0         | 0                                    | 0         | 1         | 0                                    | 0         | 2         | 0                                    | 0         |
| 35       | Anglia           | V        | Kevin Stewart     | 1         | 0                                    | 0         | 1         | 0                                    | 0         | 0         | 0                                    | 0         | 0         | 0                                    | 0         | 2         | 0                                    | 0         |
| 4        | Elefántcsontpart | V        | Kolo Touré        | 0         | 0                                    | 0         | 0         | 0                                    | 0         | 0         | 0                                    | 0         | 1         | 0                                    | 0         | 1         | 0                                    | 0         |
| 17       | Franciaország    | V        | Mamadou Sakho     | 1         | 0                                    | 0         | 0         | 0                                    | 0         | 0         | 0                                    | 0         | 0         | 0                                    | 0         | 1         | 0                                    | 0         |
| 27       | Belgium          | CS       | Divock Origi      | 0         | 0                                    | 0         | 0         | 0                                    | 0         | 1         | 0                                    | 0         | 0         | 0                                    | 0         | 1         | 0                                    | 0         |
| 28       | Anglia           | CS       | Danny Ings        | 1         | 0                                    | 0         | 0         | 0                                    | 0         | 0         | 0                                    | 0         | 0         | 0                                    | 0         | 1         | 0                                    | 0         |
| 33       | Anglia           | KP       | Jordon Ibe        | 0         | 0                                    | 0         | 0         | 0                                    | 0         | 0         | 0                                    | 0         | 1         | 0                                    | 0         | 1         | 0                                    | 0         |
| 38       | Anglia           | V        | Jon Flanagan      | 0         | 0                                    | 0         | 0         | 0                                    | 0         | 1         | 0                                    | 0         | 0         | 0                                    | 0         | 1         | 0                                    | 0         |
| 56       | Anglia           | KP       | Connor Randall    | 0         | 0                                    | 0         | 0         | 0                                    | 0         | 1         | 0                                    | 0         | 0         | 0                                    | 0         | 1         | 0                                    | 0         |
| Összesen | Összesen         | Összesen | Összesen          | 51        | 2                                    | 0         | 2         | 0                                    | 0         | 12        | 0                                    | 0         | 16        | 0                                    | 0         | 81        | 2                                    | 0         |

## Díjak

### A csapat díjai
A szurkolók internetes szavazásai alapján.
| Hónap             | 2015. augusztus   | 2015. szeptember  | 2015. október     |
| ----------------- | ----------------- | ----------------- | ----------------- |
| A hónap játékosa  | Coutinho          | Ings              | Sakho             |
| Hónap             | 2015. november    | 2015. december    | 2016. január      |
| A hónap játékosa  | Coutinho          | Lovren            | Firmino           |
| Hónap             | 2016. február     | 2016. március     | 2016. április     |
| A hónap játékosa  | Lucas             | Coutinho          | Origi             |
| A szezon játékosa | Philippe Coutinho | Philippe Coutinho | Philippe Coutinho |